# Ligurien
Ligurien (italienisch Liguria) ist eine mehr als 300 km lange Küstenregion in Nordwestitalien. Flächenmäßig ist sie mit kaum mehr als 5400 km² die drittkleinste Region. Sie hat 1.509.140 Einwohner (Stand 31. Dezember 2023).
Im Westen grenzt Ligurien an Frankreich, im Norden an die Region Piemont, im Osten an die Emilia-Romagna und die Toskana sowie im Süden an das Ligurische Meer, einen Teil des Mittelmeers. Die Region gehört zur länderübergreifenden Euroregion Alpi-Mediterraneo/Alpes-Méditerranée. Die von den Bergketten der Alpen und des Apennins im Nordosten begrenzte Region wird in die Westliche und die Östliche Riviera unterteilt. Den Grenzpunkt stellt die Regionshauptstadt Genua dar.
Schon im Römischen Reich hieß der Küstenstreifen Liguria; der Name geht auf die bereits vor den Römern dort lebenden Ligurer zurück. Im Mittelalter war er in mehrere Stadtstaaten aufgeteilt – der bedeutendste war die Republik Genua, die ab dem späten 14. Jahrhundert die gesamte Region beherrschte. 1797–1815 gehörte das Gebiet zu Frankreich, anschließend zu Sardinien-Piemont, das 1861 im neugegründeten Königreich Italien aufging. Heute ist Ligurien durch den Tourismus, sein Olivenöl und seine Weine bekannt. Das Pesto alla genovese sowie die Ravioli sind Vertreter der ligurischen Küche.
Die Hauptstadt ist Genua, daneben ragen (von West nach Ost) Ventimiglia, Sanremo, Imperia, Alassio, Savona, Portofino und Rapallo sowie La Spezia heraus.

## Geographie
Hauptartikel: Geographie Liguriens
Die Region hat eine Fläche von 5410 km² und eine Bevölkerung von 1,6 Millionen. Sie erstreckt sich entlang der Küste des Ligurischen Meeres. Nach Norden hin ist sie von zwei Gebirgskämmen geschützt, die bis ans Meer reichen: den manchmal auch Alpi Marittime genannten Ligurischen Alpen, die vom Monte Saccarello, dem mit 2201 m höchsten Berg Liguriens, bis zum Colle di Cadibona reichen, sowie dem sich östlich anschließenden Appennino Ligure („Ligurischen“ oder „Nördlichen Apennin“), der die Ligurien von der nordöstlich gelegenen Poebene trennt.
Die Landschaft ist in drei Provinzen und eine Metropolitanstadt gegliedert (von West nach Ost): Imperia, Savona, Genua (Metropolitanstadt) und La Spezia. Die über 300 Kilometer lange Küste gliedert sich in die Riviera di Ponente („untergehende Sonne“; westlicher Teil zwischen Genua und der französischen Grenze) und die Riviera di Levante („aufgehende Sonne“; östlicher Teil von Genua bis La Spezia). Die Riviera di Ponente wiederum ist unterteilt in die Blumenriviera (Riviera dei Fiori – von Ventimiglia bis Cervo) und die Palmenriviera (Riviera delle Palme – von Cervo bis hinter Savona).

### Klima

Buschbrände bei Genua im September 2009

In Ligurien herrscht ein mediterranes Klima vor. Dieses wird von den starken morphologischen Unterschieden des Territoriums mitbestimmt. Das Hinterland wird seinerseits von den starken Gebirgserhebungen, der Küstenabschnitt hingegen vom verhältnismäßig warmen Meer dominiert.
Die nach Süden geöffnete Bogenform der Region und der nach Nordosten abschließende Gebirgszug, der von der französischen Grenze bis hin zur Toskana reicht, sind die Hauptfaktoren des ligurischen Klimas. Vor allem der Apennin fungiert als Wasserscheide zwischen dem Ligurischen und dem Adriatischen Meer beziehungsweise der Po-Ebene.
Wenn sich im Winter ein Tiefdruckgebiet über dem ligurischen Golf aufbaut, wird die Zone um die ligurische Hauptstadt von dem kühlen Tramontanewind getroffen, der Regen und Schneefall mit sich bringt. Entlang der genuesischen und der savonesischen Küste kommt es mitunter auch auf dem Meeresniveau zu Schneefall. Der Sommer ist gemäßigt warm und schwül. So wird bei Genua Sestri im Juli ein Temperaturdurchschnittswert zwischen +20,8 °C und +27,2 °C erreicht. In der Regel werden die +30 °C Tagestemperatur lediglich drei bis vier Mal im Monat Juli überschritten, doch bleibt die relative Luftfeuchtigkeit auch in den Nachmittagsstunden erhöht. Die dadurch gefühlte Hitze wird lediglich durch die Meeresbrise gemildert.
Im Binnenland ist das Klima vom raueren semikontinentalen Typus. Die im Winter erreichten Durchschnittstemperaturen liegen deutlich unter denen der Küstenzonen. Vor allem die der Po-Ebene zugewandten Gebiete sind von einem kälteren Klima geprägt. Die Tagesdurchschnittstemperatur in Cairo Montenotte beträgt im Januar beispielsweise +1,8 °C, in Sassello +1,4 °C und in Busalla +2,2 °C. Die mittleren Tiefstwerte in diesen Gemeinden liegen zwischen −2 °C und −4 °C. Die allgemeine tiefste Wintertemperatur wird mit −10 °C angegeben, wobei in besonders kalten Nächten die Temperatur auch deutlich darunter liegen kann. Im Sommer sind die Tagestemperaturen verhältnismäßig hoch, werden jedoch von deutlichen Temperaturabfällen in den Nächten geprägt. Das 338 Meter hoch gelegene Cairo Montenotte verzeichnet zum Beispiel im Sommer die niedrigste Temperatur in der Nacht mit +15 °C und den höchsten Temperaturwert am Tag mit +27,7 °C.

## Geschichte

### Paläolithikum
Eine der ältesten ligurischen Fundstätten mit menschlichen Überresten stellt die Grotta del Colombo in der Provinz Savona dar, eine Höhle, in der sich Knochen fanden, die auf ein Alter von rund 200.000 Jahren datiert wurden.

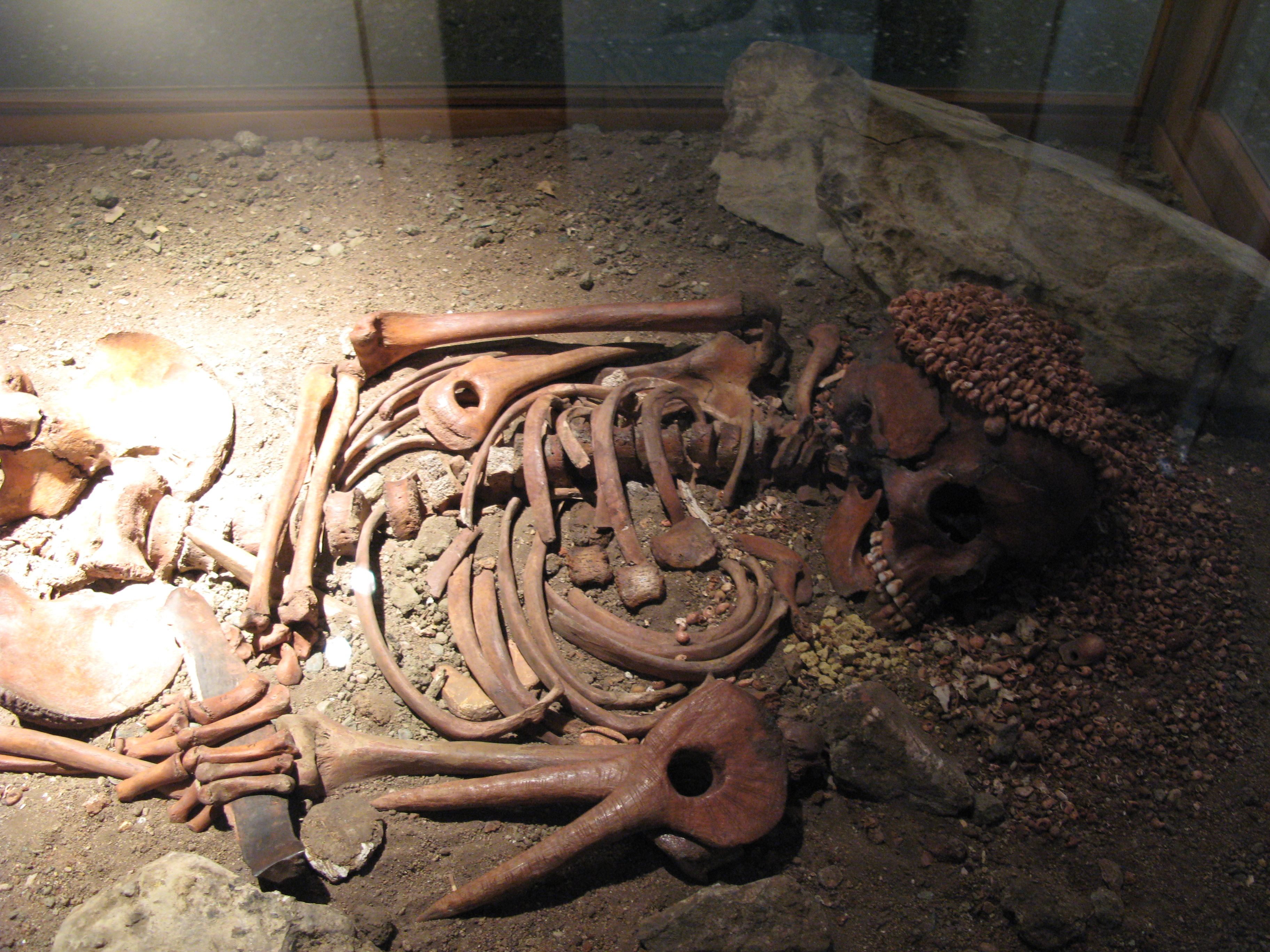
Menschliche Überreste des „Kleinen Prinzen“ aus der Höhle Arene Candide, der vor etwa 23.000 Jahren lebte; Museo di archeologia ligure in Genuas Stadtteil Pegli

### Neolithikum (ab 5700 v. Chr.), autochthone Ligurer
Ligurien leitet seinen Namen von seinen vorrömischen Bewohnern, den Ligurern (lat. Ligures), ab. Diese Indoeuropäer siedelten ursprünglich zwischen Pyrenäen und Alpen, in Norditalien und auf Korsika. Die lokale Kultur war bereits in vorneolithischer Zeit von ausgeprägter Weidewirtschaft und sehr starker Mobilität gekennzeichnet. Zudem scheint es eine genetische Kontinuität mindestens vom Neolithikum zur Eisenzeit zu geben. Dies würde bestätigen, dass die Ligurer der Eisenzeit zu den autochthonen Völkern zählten. In Ligurien und der Provence ließ sich früheste Impressoware, Keramik der ältesten bäuerlichen Kultur in diesem Raum, aus der Zeit um 5700 v. Chr. nachweisen.
Mahlwerkzeuge und damit bäuerliche Lebensweise lassen sich ab Anfang des 5. Jahrtausends nachweisen. Erst gegen Ende des Neolithikums kam es zu fortschreitender Entwaldung durch Brandrodung. Dennoch blieb der Anteil des Getreides an der Ernährung relativ gering, so dass man von einem fortbestehenden Überwiegen der Weidewirtschaft ausgeht. Dabei bedienten sich die Hirten bei der Futterbeschaffung für ihr Vieh weniger der Weiden als des Schneidens von Blättern aus den Baumwipfeln, „Pollarding“ genannt.
In Ligurien fand sich die älteste Kupfermine Westeuropas, denn seit etwa 3600 v. Chr. wurde Kupfer am Monte Loreto aus Stollen im Berg geholt, der im Hinterland von Sestri Levante im östlichen Ligurien liegt. In der Mine wurde bis etwa 2800 v. Chr. gearbeitet. Im Val Petronio reicht der Kupferabbau bis 4200 v. Chr. zurück. Nur 6 km entfernt liegt eine zweite, ähnlich alte Kupfermine, die von Libiola. Von diesem Fundort ist allerdings nur der Eichengriff einer Spitzhacke erhalten, der auf 3500 bis 3100 v. Chr. datiert werden konnte.

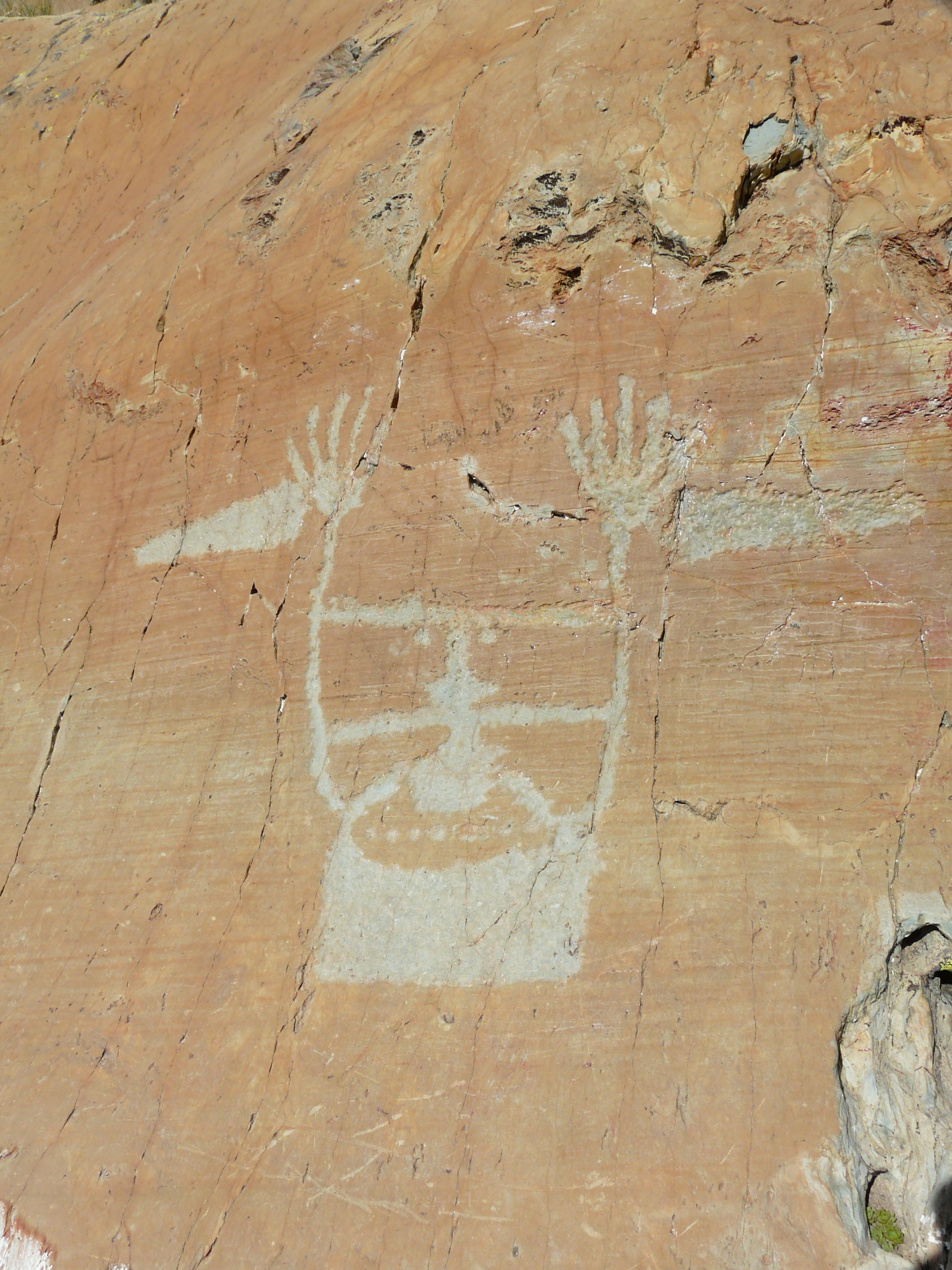
Steinritzung am Monte Bego

Am Monte Bego westlich von Tenda fanden sich über 40.000 Petroglyphen, deren älteste in die Zeit zwischen 2800 und 1300 v. Chr. datiert wurden. Sie wurden zwar bereits im 17. Jahrhundert beschrieben, doch erst 2007 konnte die Funktion einiger der in 2000 bis 2600 m Höhe befindlichen Felsbilder bestimmt werden. Demnach handelt es sich um einen Sonnenkalender.
Nördlich von Sanremo fanden sich 1984 zwei Grabhügel, von denen einer aus der späten Bronzezeit stammt. Mit diesem Dolmen di Borgio Verezzi ließen sich Beziehungen zur Megalithik in Südfrankreich und zur Toskana herstellen.  Ähnliches gilt für die Dolmen von Caprazoppa bei Finale und von Roccavignale.
Die Ligurer wurde im 4. Jahrhundert v. Chr. in die Seealpen und den nördlichen Appennin abgedrängt. Im 3. Jahrhundert v. Chr. kam die ligurische Küste unter römische Kontrolle, 222 v. Chr. wurde Genua Roms Verbündete. Die Ligurer wurden im Zuge des Zweiten Punischen Krieges – Genua wurde 205 v. chr. als Verbündete Roms von Karthagern unter Mago zerstört – und im Laufe des 2. Jahrhunderts v. Chr. unterworfen.

### Römerreich

#### Provinzen, bedeutende Städte und Straßenbau

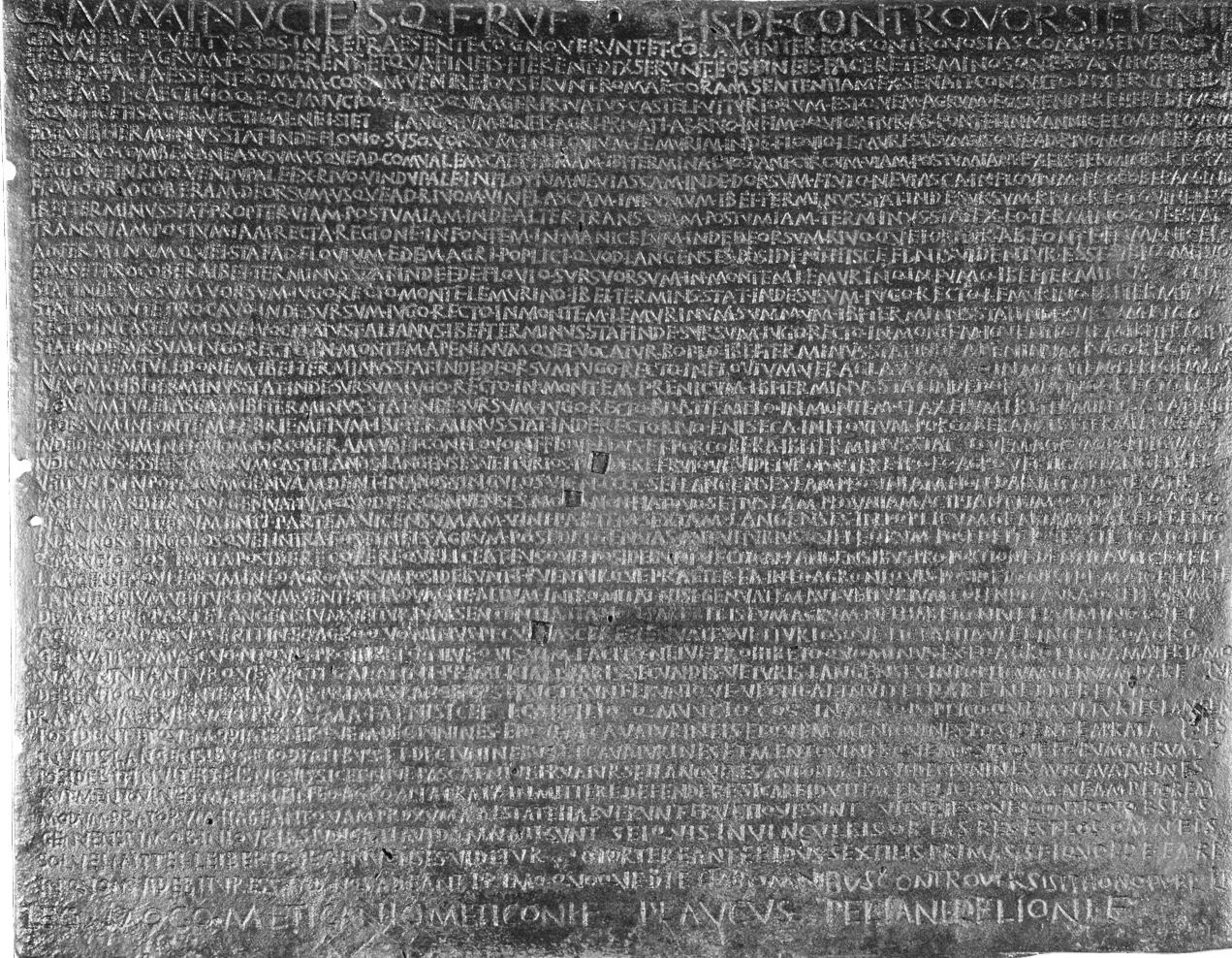
Die älteste Quelle zur Geschichte Genuas, die Bronzetafel von Polcevera (117 v. Chr.), gibt einen römischen Schiedsspruch wieder, der einen Streit zwischen Genuates und Langenses beilegt, nach den im Senatsauftrag handelnden Brüdern Quintus und Marcus Minucius auch Sententia Minuciorum genannt. Dabei stritt Genua mit Bewohnern des heutigen Langasco um Nutzungsrechte an römischem Land, was wiederum die 148 v. Chr. begonnene Via Postumia gefährdete; 38 mal 48 cm, 46 Zeilen, Museum für Ligurische Archäologie

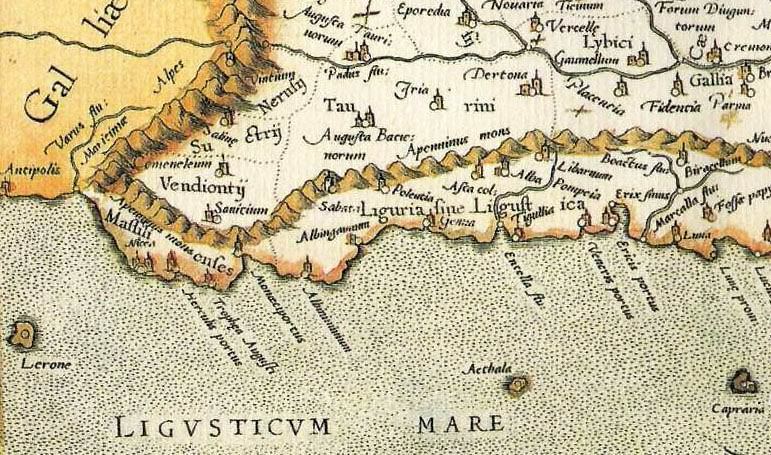
Karte des antiken Ligurien zwischen dem Fluss Var und Magra

Das römische Liguria bildete unter Augustus’ Verwaltungsstruktur die IX Regio Augustea und ging weit über die heutige Region hinaus, indem es die nördlichen Abhänge des Apennins und die Seealpen zwischen Trebia und Po einschloss und über Albintimilium (beim heutigen Ventimiglia) hinausging. Entsprechend der bergigen und bewaldeten Landschaft gab es nur wenige bedeutende Städte. Dertona war die einzige Kolonie, und Alba Pompeia, Augusta Bagiennorum (bei Bene Vagienna), Pollentia (Teil des heutigen Bra), Hasta, Aquae Statiellae sowie Genua sind noch erwähnenswert. Die Ligurer wohnten allerdings mehrheitlich in Dörfern.
Die Einteilung des Augustus blieb bis zur Herrschaft Diokletians bestehen, es entstand die Provinz Aemilia et Liguria. Dann wurden die beiden Alpenprovinzen abgeschafft, und die Wasserscheide wurde die Grenze zwischen Italien und Gallien. Der Name Liguria wurde nun auf ein Gebiet angewandt, das ab Ende des 4. Jahrhunderts bis Mailand reichte.

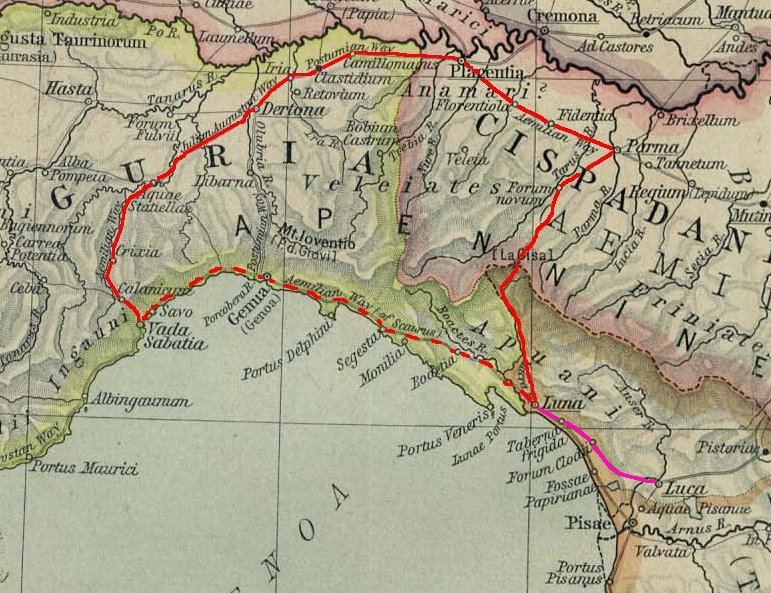
Verlauf der Via Aemilia Scauri

Genua fungierte als Knotenpunkt der Römerstraßen, wie der Via Aemilia, der Via Postumia, der Via Aemilia Scauri. Von erheblicher Bedeutung für den erstmals so ausgeprägt straßenbasierten Verkehr war auch die Via Julia Augusta. Genua stand dabei in Konkurrenz zu Vada Sabatia (Savona) und Luni, dessen Hafen allerdings im Frühmittelalter verlandete. Bereits in konstantinischer Zeit spielte Genua eine bedeutende Rolle im westlichen Mittelmeer.

#### Christianisierung (3./4. Jahrhundert)
Möglicherweise war Genua bereits im 3. Jahrhundert Sitz eines Bischofs, die heutige Kirche San Siro reicht bis ins 4. Jahrhundert zurück. Im 5. Jahrhundert sind Bischöfe von Albengo und Luni belegt, Ventimiglia wurde wohl im 6. Jahrhundert Bistum. Wie aus den Gesta concilii Aquileiensis hervorgeht, die Beschlüsse des Konzils von Aquileia vom 3. September 381 beinhalten, nahm an dieser Kirchenversammlung, die sich gegen den Arianismus richtete, auch Bischof Diogenes von Genua teil. 70 Jahre jünger ist der nächste Beleg für ein ligurisches Bistum, als ein weiterer Bischof von Genua, ein Paschasius, 451 an einer Kirchenversammlung in Mailand teilnahm. An dieser nahm auch ein Bischof Quintus von Albenga teil.

### Spätantike: Ostgoten (ab 493), Ostrom (ab 553)

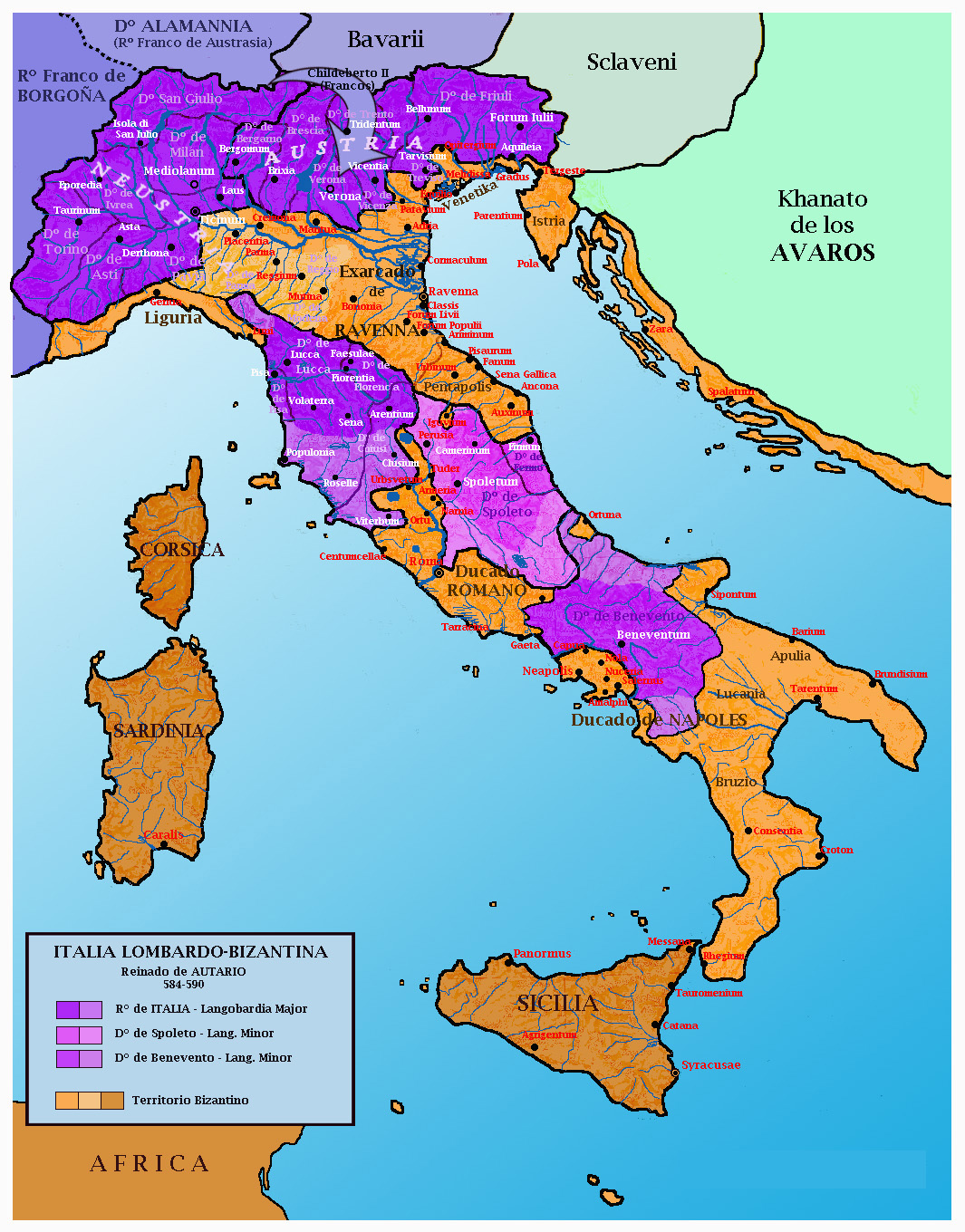
Italien um 590

Äußere Bedrohungen führten im 5. Jahrhundert zu Änderungen in der Ämterstruktur. Ligurien verschwand zeitweise als Name, die Provinzen hießen nun Alpes Cottiae und Alpes Appenninae. Sie erstreckten sich vom Susatal bis zum Oberlauf des Tiber. Während Genua zunächst Teil der letzteren Provinz wurde, wechselte es in die Alpes Cottiae. Unter Odoaker und Theoderich, dem Ostgotenkönig, erlangte die Stadt eine gewisse Selbstständigkeit und ihr Hafen blieb bedeutend. Gegen den Widerstand der Ostgoten eroberten die Armeen Ostroms bis 553 Ligurien.
In oströmisch-byzantinischer Zeit umfasste die Provinz Alpes Appenninae wieder Genua, möglicherweise auch die gesamte Riviera di Ponente, den Westen Liguriens. Sie dehnte sich ostwärts bis zum Po aus und schloss die Tuscia annonaria mit ein, und zwar bis über den Arno hinaus.
Nach 568 wurde Ligurien infolge der Eroberungen des Hinterlandes durch die Langobarden wieder von Mailand getrennt, der dortige Erzbischof floh nach Genua. Zwar wurde die langobardische Expansion am Ligurischen Appennin aufgehalten, doch ging die Maritima Langobardorum (Maremma) an die Langobarden, und nur die Maritima Italorum (Ligurien) verblieb bei Byzanz. Zur Abwehr wurde eine Reihe von Castra errichtet, die eine Art Limes bildeten. Durch Flüchtlinge von der Insel Sardinien nahm Ligurien Elemente der griechischen Kultur auf. Wie bei den Ostgoten, die Arianer waren, so trennte die Provinzbevölkerung ihre Konfession von den lange Zeit ebenfalls arianischen Langobarden.

### Langobarden (ab 641/643) und Franken (ab 772/774), Sarazenen (bis 1016)

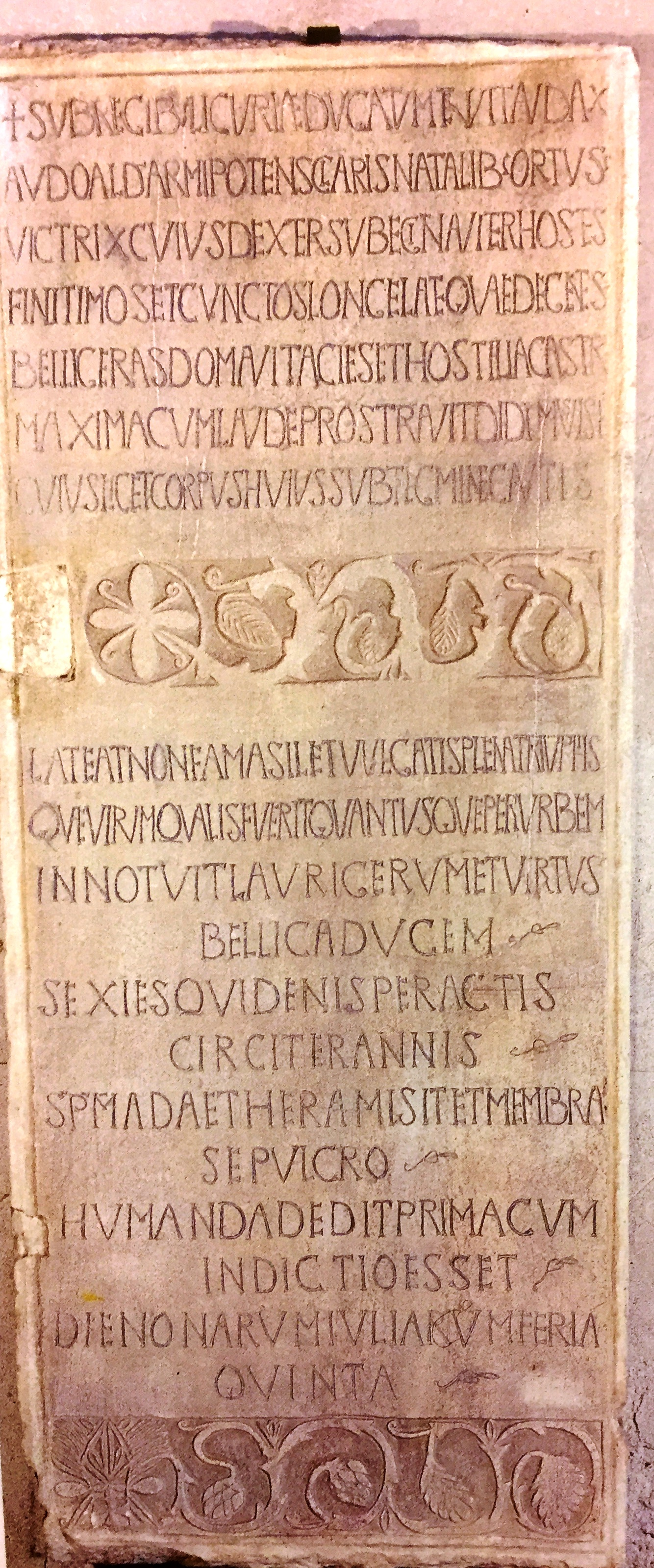
Grabplatte Audoalds, des Duca von Ligurien, 718, Musei civici di Pavia.

Doch um 641 bis 643 eroberten die Langobarden, nachdem die Verteidigungslinie bei Fontanabuona eingebrochen war, als letzte byzantinische Bastion in Nordwestitalien auch Ligurien. Unter der allgemeinen Bezeichnung Litora maris trug das Gebiet nicht den Charakter eines Dukats. Die verschiedenen judiciariae, die an die Stelle der römischen Municipia getreten waren, wurden von einem gastaldus civitatis regiert. Erst als die Langobarden vom Arianismus zum Katholizismus übertraten, konnte sich die lokale Kultur, anknüpfend an römische Gewohnheiten, wieder fester etablieren.
Die Eroberung des Langobardenreiches durch die Franken unter König Karl I. im Jahr 774 veränderte die Verwaltungsstruktur zunächst kaum. Mit dem Regnum Italiae ab 780 wurden die Duces und Gastalden durch Grafen eingesetzt. 846 wurde zum Schutz gegen muslimische Brandschatzung an der Küste eine Mark eingerichtet. In dieser Markgrafschaft bildeten Tuszien und Ligurien erneut eine Einheit. Doch die Bedrohung, etwa durch das von Muslimen – Sarazenen genannt – besetzte Fraxinetum, blieb bestehen, wobei um 935 ein Angriff auf Genua bis in die Poebene erfolgte. Die Verhältnisse auf See wurden so unsicher, dass viele Küstensiedlungen schrumpften oder gänzlich aufgegeben werden mussten (incastellamento).
Um den Kampf gegen die Plünderer zu organisieren, zu denen sich von Osten bald Slawen und 935 Ungarn hinzugesellten, wurden unter Berengar II. und Adalbert 950/951 drei Marken eingerichtet. Diese umfassten Ligurien und das Piemont. Die Otbertinische Mark mit der Riviera di Levante und einem Teil des Montferrat hatte ihr Zentrum in Genua. Die Aleramidische Mark mit dem Ostteil der Riviera di Ponente und den heutigen Langhe hatte ihr Zentrum in Savona, die Arduinische Mark mit deren Westteil und dem Hinterland jenseits des Apennin in Ventimiglia.
Nach dem Sieg über die Sarazenen von Fraxinetum durch den Grafen der Provence und die drei westlichen Marken Ende des 10. Jahrhunderts, sowie dem Sieg der Flotte Pisas unter dem Kommando Markgraf Adalberts über diejenige des Emirs der Balearen Ibn Muğāhid im Jahr 1016, etablierten sich die größeren Städte Liguriens als eigene Macht neben den Herrschaftsstrukturen der Otbertiner, Aleramiden und der Nachkommen Arduins. Auslöser für die gemeinsame Unternehmung gegen die Flotte des Emirs war dessen Eroberung Sardiniens, die durch die fast vollständige Vernichtung der 120 Schiffe des Emirs verhindert wurde. Neben den Städten agierten Mächte von jenseits des Appennins, aber auch Bistümer und Klöster etablierten eigene Besitz- und Machtverhältnisse.

### Lehnsherrschaften, Einfluss der Kommunen, Vormachtstellung Genuas (ab 11. Jahrhundert)
Im Hochmittelalter dominierten die Markgrafen von Savona, die Del Carreto, Clavesana, Saluzzo und die Grafen von Ventimiglia im Westen Liguriens, im Norden hingegen die Markgrafen von Gavi, Bosco und Montferrat, im Osten vor allem die Markgrafen Malaspina und die Grafen von Lavagna. Den Bischöfen von Luni verlieh Friedrich I. 1183 die Grafschaft.
Unter den Karolingern förderte die Lage im Westen Liguriens eine gewisse Vormachtstellung von Vado-Savona. Doch mit dem Wechsel der Herrschaft zu den Ottonen entfiel dieser Vorteil der Nähe zu den fränkischen Zentren, und seit dem 11. Jahrhundert dominiert Genua durchgängig Ligurien.

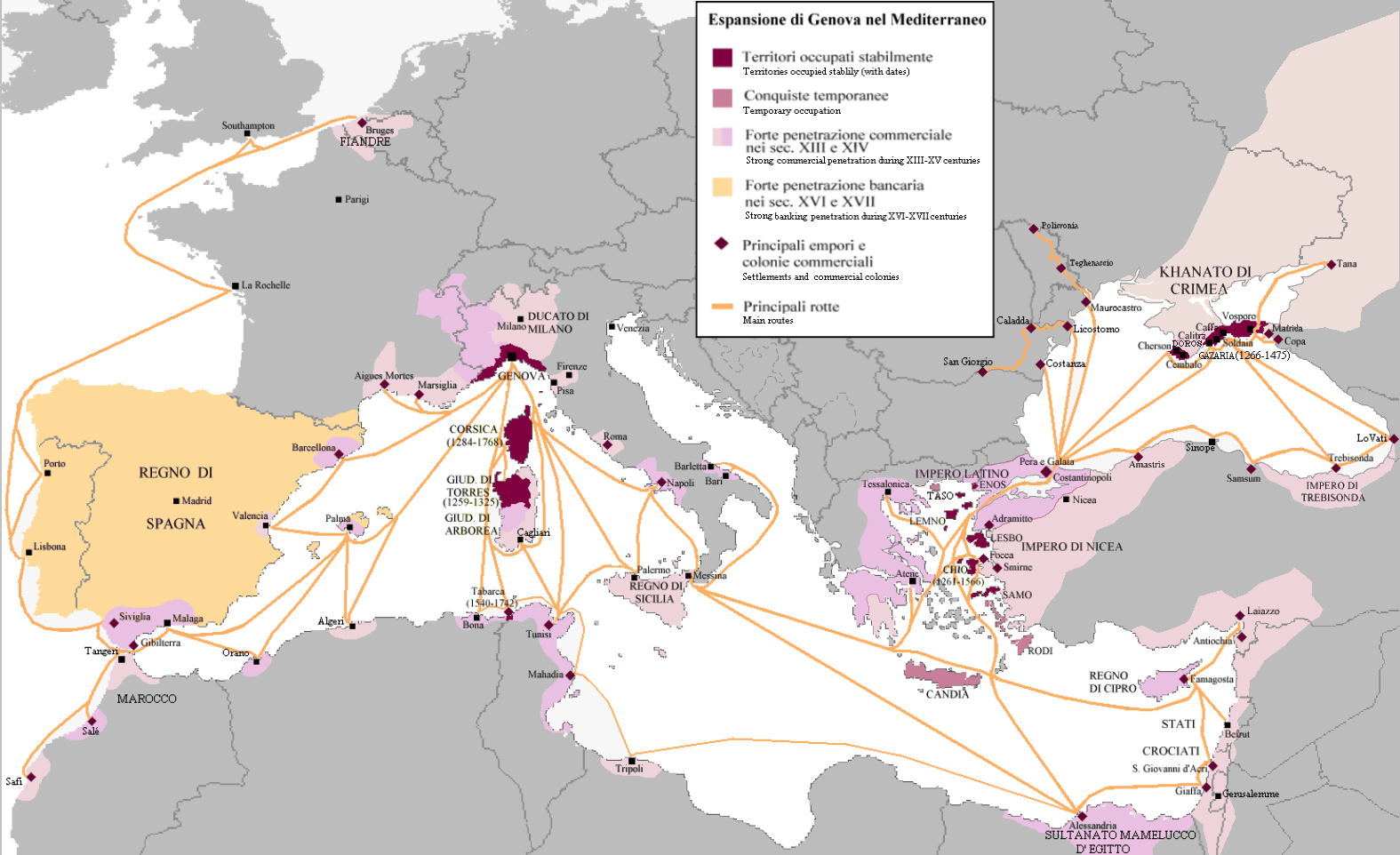
Republik Genua

Von dort aus entwickelte sich ein Territorialstaat unter Führung der Metropole, was zugleich ein ligurisches Sonderbewusstsein förderte. Dem stand entgegen, dass Genua schon bald weit über Ligurien hinaus seinen Einfluss geltend machte, nämlich neben dem gesamten Mittelmeerraum auch im Schwarzen Meer und auf der Krim, sowie im Westen bis nach Flandern und England, aber auch bis nach Süditalien und Nordafrika. Zudem hielten sich viele Ligurer mehr oder minder lange außerhalb Liguriens auf, viele dauerhaft. So standen sich oftmals regionale und europaweite Interessen gegenüber.
Vor allem Genua und Savona nutzten die feudalen Strukturen der Region zu ihren Gunsten aus, wobei es auch zu Kämpfen innerhalb der Städte kam. Um sein Territorium auszuweiten, griff Genua zu den Mitteln des Kaufs, wie etwa im Fall von Portovenere (1110) und Voltaggio (1121); Chiavari wurde sogar neu gegründet (1167, 1178). Anderen Kommunen, wie Albenga oder Savona wurden harte Bedingungen aufgezwungen, mit Noli kam es 1202 und 1207 zu einem Bündnisvertrag. Dabei verfolgte Genua selbst dann den freien Handel, wenn dieser zu Lasten der Nachbarn ging; auch schwere Handeslbeschränkungen konnte Genua in den Nachbarstädten durchsetzen. Zugleich baute Genua in Ligurien eine Art Netz für seinen Lokal-, vor allem aber seinen Fernhandel auf, in das ganz Ligurien eingespannt wurde.
Wichtiges Hilfsmittel in dieser Epoche war darüber hinaus die Kirchenpolitik. 1133 wurde Genua Erzbistum, dem Bobbio, Brugnato und Tino unterstanden; 1162 kam Portovenere hinzu. Vielleicht noch bedeutender war die Einrichtung von Suffraganbistümern, wie Noli 1239, oder die Abtretung des Bistums Albenga von Seiten Mailands (1162). Einflussreich waren dabei genuesische Päpste, wie Innozenz IV. (1243–1254), Hadrian V. (1276), Nikolaus V. (1447–1455), Sixtus IV. (1471–1484), Innozenz VIII. (1484–1492), Julius II. (1503–1513).

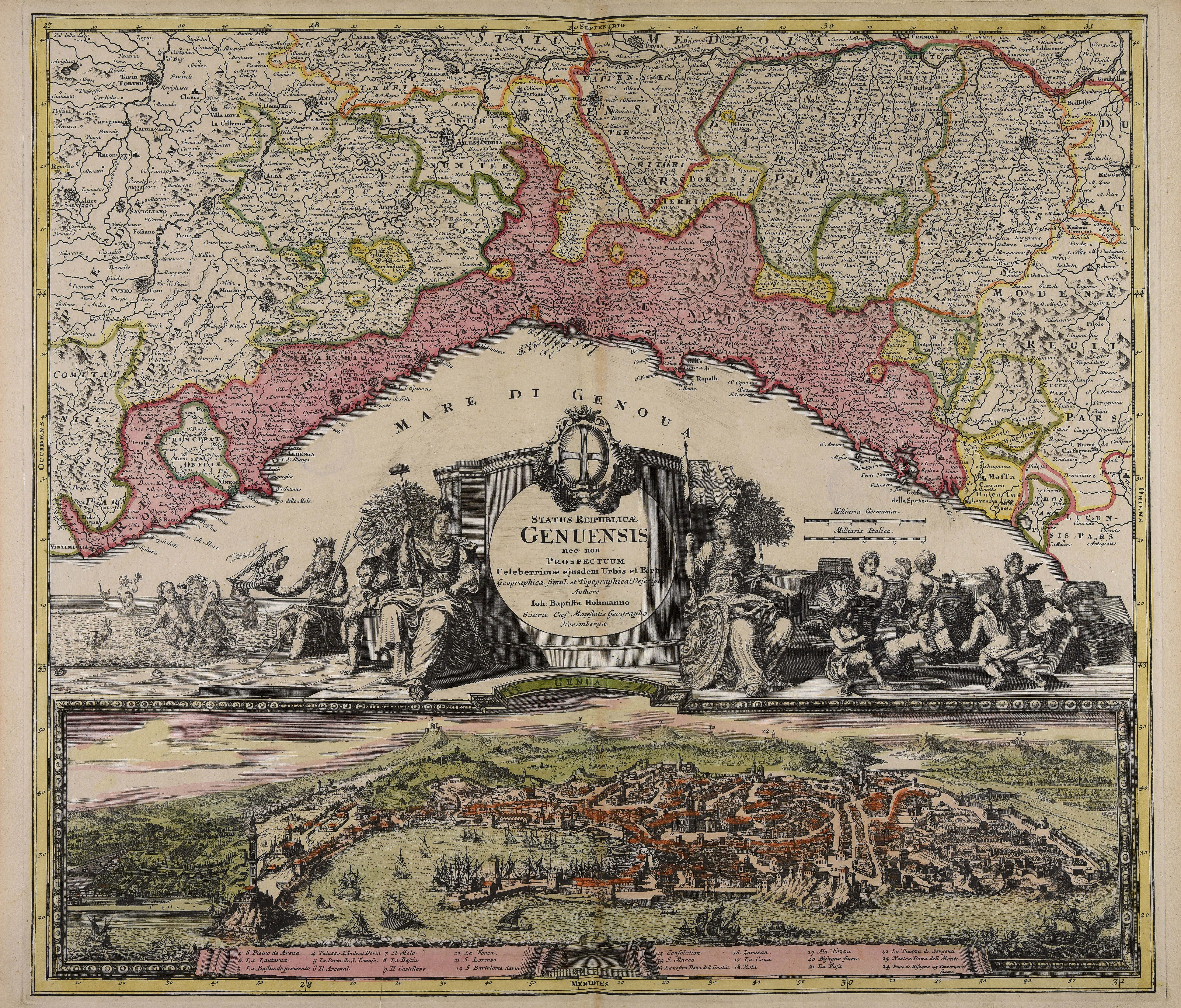
Gebiet Genuas auf einer Karte von etwa 1720

Die letztliche Einigung Liguriens auf lehnsrechtlicher Grundlage gelang 1162. In diesem Jahr räumte Friedrich I. Genua die districtio über die Maritima von Monaco bis Portovenere ein (allerdings unter Berücksichtigung der Rechte der Grafen und Markgrafen). Dagegen gab es im 12. und 13. Jahrhundert Widerstand durch die größeren Kommunen Liguriens, ebenso wie der Lehnsherren, insbesondere in der Riviera di Ponente.
Aufgrund der Stärkung der Territorialstaaten im 14. und 15. Jahrhundert kam es, besonders angezogen vom Reichtum und der internationalen Stellung Genuas, zu massiven Interventionen. Dies galt etwa für Lucca, Pisa, Florenz und Mailand in der Lunigiana; 1426 bis 1436/37 besetzte Aragon die Kastelle Portovenere und Lerici. In Genua selbst wechselten sich verschiedene Mächte ab. Neben den alten Lehnsherrschaften entstanden zudem neue durch Genuesen selbst, die einer Vereinheitlichung und Arrondierung des Territoriums im Wege standen. So herrschten die Doria in Oneglia, Monaco verlor Genua an die Grimaldi im 15. Jahrhundert. Ähnlicher Druck baute sich beim Verschwinden der bischöflichen Grafschaft Luni auf, so dass als östlicher Grenzpunkt Genuas Sarzana verblieb. Hingegen stieß Genua mehrfach Richtung Poebene vor, wobei es sich Stützpunkte in Novi und Ovada sicherte.
Eine einheitliche Verfassung ließ sich in Ligurien jedoch nicht durchsetzen. Es blieb bis 1797 rechtlich ein Konglomerat von Einzelterritorien.

## Politik
Aus den Regionalwahlen 2010 ging das Mitte-links-Bündnis mit 52,14 % der Stimmen erfolgreich hervor. Präsident der Region wurde Claudio Burlando. Bei den Wahlen am 31. Mai 2015 gewann hingegen das Mitte-rechts-Bündnis, was vor allem auf den Erfolg der Lega Nord zurückzuführen ist, die über 20 % der Stimmen einfuhr. Insgesamt entfallen auf das Mitte-rechts-Bündnis 34,4 % der Stimmen und 16 der 31 Sitze, auf das Mitte-links-Bündnis 27,8 % und 8 Sitze und auf die Fünf-Sterne-Bewegung 24,8 % und 6 Sitze, andere Parteien erreichten 13 % der Stimmen und keine Sitze im Regionalrat Liguriens. Präsident der Region ist Alessandro Piana von der radikal rechtspopulistischen Partei „Lega per Salvini Premier“.
- AVS: 2
- PD: 9
- M5S: 1
- Sonst.: 8
- FI: 3
- Lega: 3
- FdI: 5

In Wahlbündnis AVS befindet sich auch EV.

Sonstige = VL-NM (4), OL-BP (3) und AOP (1)

Die Mehrheit besteht aus FdL, VL-NM, Lega, FI und OL-BP, die 18 von 31 Sitze auf sich vereinigen können. 

### Verwaltungsgliederung

Lage der drei Provinzen und der Metropolitanstadt der Region

Das Territorium der Region ist in drei Provinzen und eine Metropolitanstadt mit 235 Gemeinden unterteilt.
| Provinz bzw. Metropolitanstadt | Hauptstadt | ISO   | Gemeinden | Einwohnerzahl (31. Dezember 2023) | Fläche (km²) | Bevölkerungs- dichte (Einw./km²) |
| ------------------------------ | ---------- | ----- | --------- | --------------------------------- | ------------ | -------------------------------- |
| Genua                          | Genua      | IT-GE | 67        | 817.628                           | 1.838,47     | 445                              |
| Imperia                        | Imperia    | IT-IM | 67        | 208.800                           | 1.156,13     | 181                              |
| La Spezia                      | La Spezia  | IT-SP | 32        | 215.091                           | 880,87       | 244                              |
| Savona                         | Savona     | IT-SV | 69        | 267.621                           | 1.544,77     | 173                              |
| Ligurien                       | Genua      | IT-42 | 235       | 1.509.140                         | 5.420,24     | 278                              |

## Bevölkerung

### Bevölkerungsentwicklung

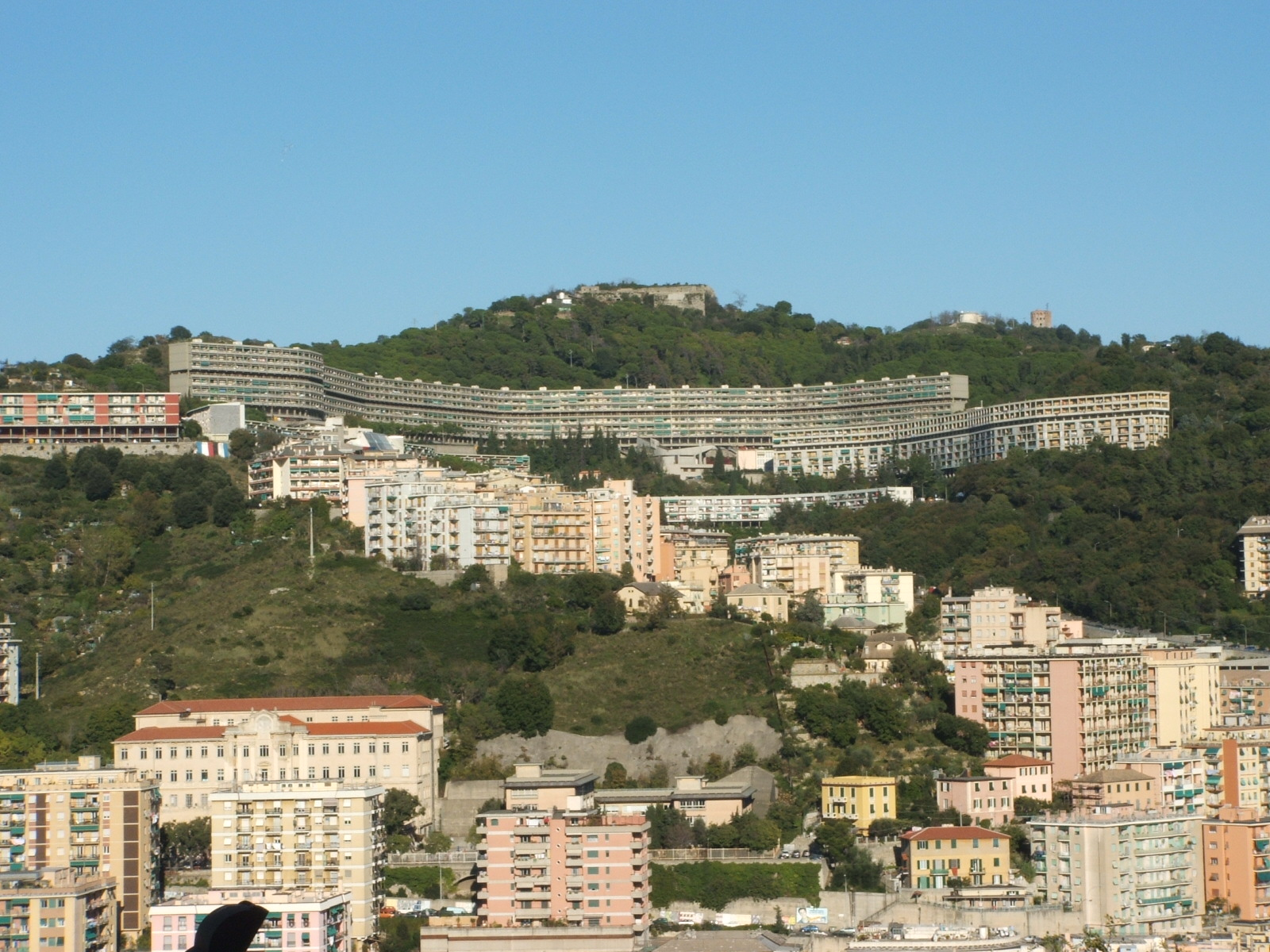
Das Biscione in Genua, Symbol der Expansion der Stadt

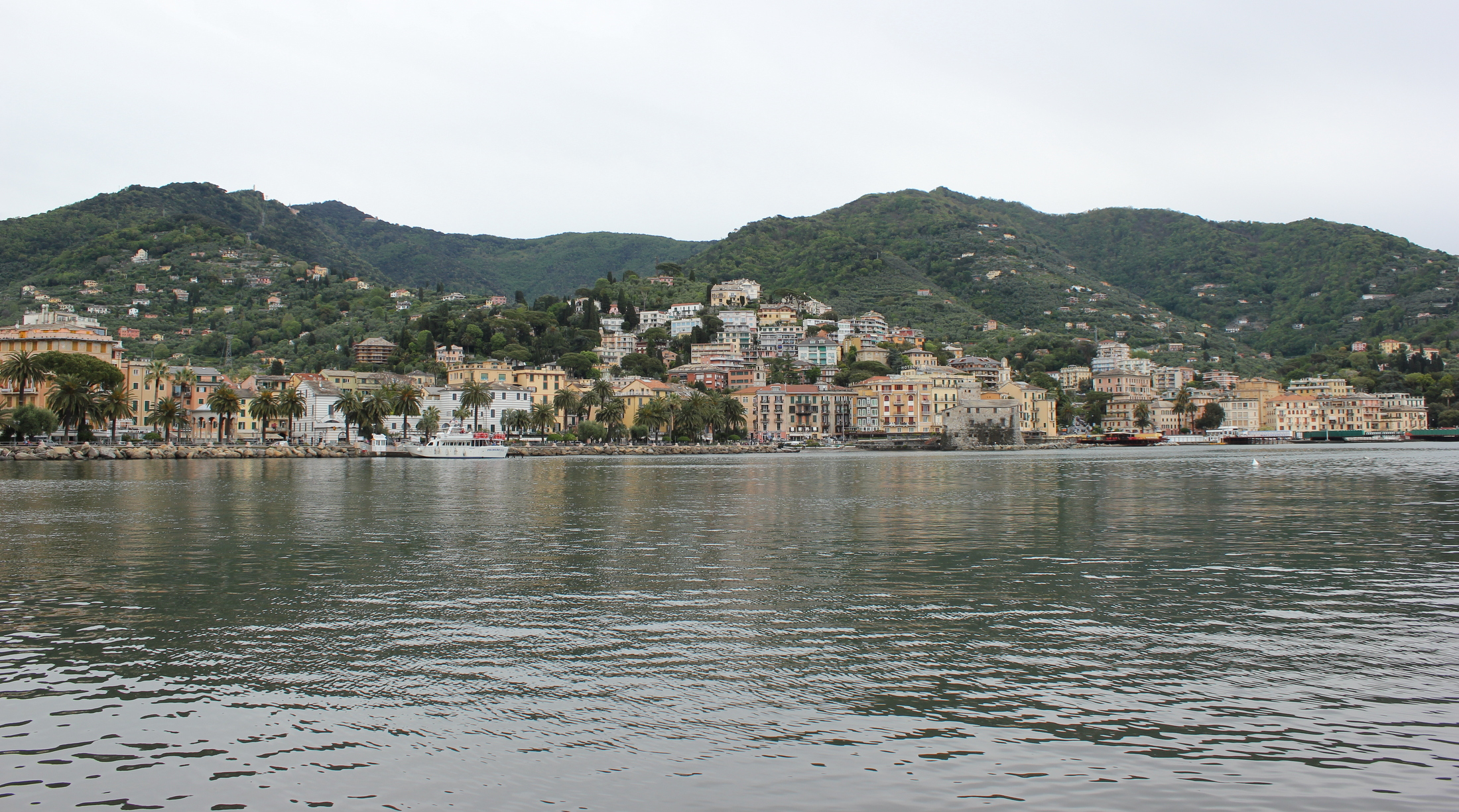
Blick auf Rapallo

Die ligurische Bevölkerung konzentriert sich größtenteils in den großen und mittleren Küstenstädten entlang der gesamten Riviera. Ein nicht unbeträchtlicher Anteil lebt hingegen in den kleinen bis mittleren Gemeinden im Binnenland. Dieses ist durch ein gebirgiges Territorium gekennzeichnet, welches in den engen Tälern wenig Siedlungsraum bietet. Die dort befindlichen Gemeinden sind zumeist an den Hügel- und Gebirgshängen angelegt und zählen wenige hundert Einwohner. Eine etwas höhere Bevölkerungsdichte weisen hingegen die beiden, zum Meer offenen Täler mit den Gemeinden Ronco Scrivia und Cairo Montenotte auf. Letztere ist die größte Stadt im ligurischen Hinterland. Diese Gemeinden sind stark von den ligurischen Küstenzentren abhängig; Ausnahmen bilden einige Dörfer, die an die piemontinischen Städte angebunden sind.
Der Altersdurchschnitt der Bevölkerung ist der höchste in ganz Italien. Die Sterberate liegt deutlich über der Geburtenrate, was zu schwerwiegenden sozialen Problemen geführt hat. Selbst ein erhöhter Zuzug von Immigranten, der im Vergleich zu den anderen Regionen Norditaliens jedoch geringer ausfällt, konnte diese Entwicklung nicht abfedern. Seit einigen Jahren zeichnet sich eine minimale Verbesserung der Situation ab.
Im Jahr 2006 gab es 12.146 Geburten (7,5 ‰) und 21.092 Todesfälle (13,1 ‰). Daraus resultiert ein natürliches Wachstum von -8.946 Einheiten (-5,6 ‰) bezüglich des Vorjahres. Am 31. Dezember 2006 kamen auf 1.607.878 Einwohner 80.735 Ausländer (5,0 %). Die Familien bestanden statistisch aus 2,1 Personen.
| Genua     | 7,5 ‰ (6623) | 13,3 ‰ (11.755) | -5,8 ‰ (-5132) |
| Imperia   | 7,8 ‰ (1774) | 12,7 ‰ (2848)   | -4,9 ‰ (-1074) |
| La Spezia | 7,6 ‰ (1669) | 12,8 ‰ (2836)   | -5,3 ‰ (-1167) |
| Savona    | 7,6 ‰ (2164) | 12,8 ‰ (3634)   | -5,2 ‰ (-1470) |

In der Periode nach dem Zweiten Weltkrieg war Ligurien durch massive Zuwanderung, zuerst aus Süditalien, später aus dem Ausland geprägt. Bis dahin war die Region wirtschaftlich unterentwickelt gewesen, was vor allem im 19. und 20. Jahrhundert zu einer massenhaften Abwanderung nach Amerika führte. So entstanden beispielsweise in Chile und Argentinien bevölkerungsstarke ligurische Gemeinden. Das Phänomen der Emigration wurde wahrscheinlich durch die Präsenz des Hafens von Genua begünstigt.
Mit dem Wirtschaftsboom der Nachkriegszeit änderte dieser Trend die Vorzeichen und die Region entwickelte sich mit dem Hafen von Genua zu einem Eckpunkt des Industriedreiecks Norditaliens (zusammen mit Turin und Mailand). Es kam zu einer starken Bautätigkeit entlang der Küste, was sowohl die Natur als auch das Landschaftsbild in Mitleidenschaft zog. Symbol für die sprunghafte Expansion der Städte ist Rapallo, wo eine unkontrollierte Ausdehnung der Peripherie zahllose Probleme, vor allem im verkehrstechnischen Sinn, mit sich brachte. Das davon abgeleitete, sprichwörtliche Rapallizzare (zu deutsch: Rapallisieren) steht heute für eine chaotische und unkontrollierte Bauweise. Auch die Regionalhauptstadt Genua wurde in den sechziger und siebziger Jahren von diesem Phänomen getroffen. In diesem Kontext bietet der Bevölkerungsrückgang der letzten Jahrzehnte die Chance, diese verfehlten Infrastrukturen neu zu organisieren.
Wenn in der Vergangenheit die Tendenz vorherrschte, die kleinen Geburtsdörfer zu verlassen, um in den großen Küstenzentren der Region Arbeit zu finden, so hat sich heute eine Trendwende vollzogen. Vor allem in den großen Städten Westliguriens ziehen immer mehr Familien in die umliegenden Gemeinden.

### Kriminalität
Die Daten des italienischen Innenministeriums aus dem Jahr 2008 stellen die ligurische Hauptstadt Genua auf den fünften Platz in der Kriminalitätsstatistik. Obwohl die Gesamtzahl der Straftaten im Vergleich zum Vorjahr um 16,9 % zurückgegangen war, ereigneten sich in Genua trotzdem 6592 Verbrechen auf 100.000 Einwohner. Imperia liegt mit 5786 Straftaten auf 100.000 Einwohnern auf dem achten Platz. Daneben führt Genua die italienische Kriminalitätsstatistik bezüglich Taschendiebstählen (633 Diebstähle auf 100.000 Einwohner) an. Savona liegt mit 243 Betrugsfällen pro 100.000 Einwohnern auf dem vierten Platz der nationalen Statistik.

## Natur
Die Region ist reich an Naturschätzen und bietet durch die Verbindung von Land und Meer eine große Bandbreite an Ökosystemen. Auf dem Territorium Liguriens befinden sich ein Nationalpark, acht Regionalparks, drei regionale Naturreservate und ein nationales Naturreservat und schließlich 19 Comunità Montane. Insgesamt stehen 12 % des ligurischen Territoriums, das heißt circa 60.000 Hektar, unter besonderem Naturschutz.
Der Ligurische Höhenweg (italienisch: Alta Via dei Monti Liguri (AVML)), ein 440 Kilometer langer Wanderweg, verbindet das grenznahe Ventimiglia mit Ceparana an der Grenze zur Toskana. Der zumeist auf den Bergkämmen des Ligurischen Apennins verlaufende Weg durchquert dabei eine Vielzahl der oben genannten Naturschutzgebiete.
Mit zwei Meeresschutzgebieten und dem Heiligtum der Wale werden bestimmte Abschnitte des Ligurischen Meers geschützt. Dabei umfasst das Heiligtum der Wale ein 87.000 Quadratkilometer großes Meeresgebiet zwischen der französischen Côte d’Azur, Sardinien und den italienischen Regionen Ligurien und Toskana.

### Flora

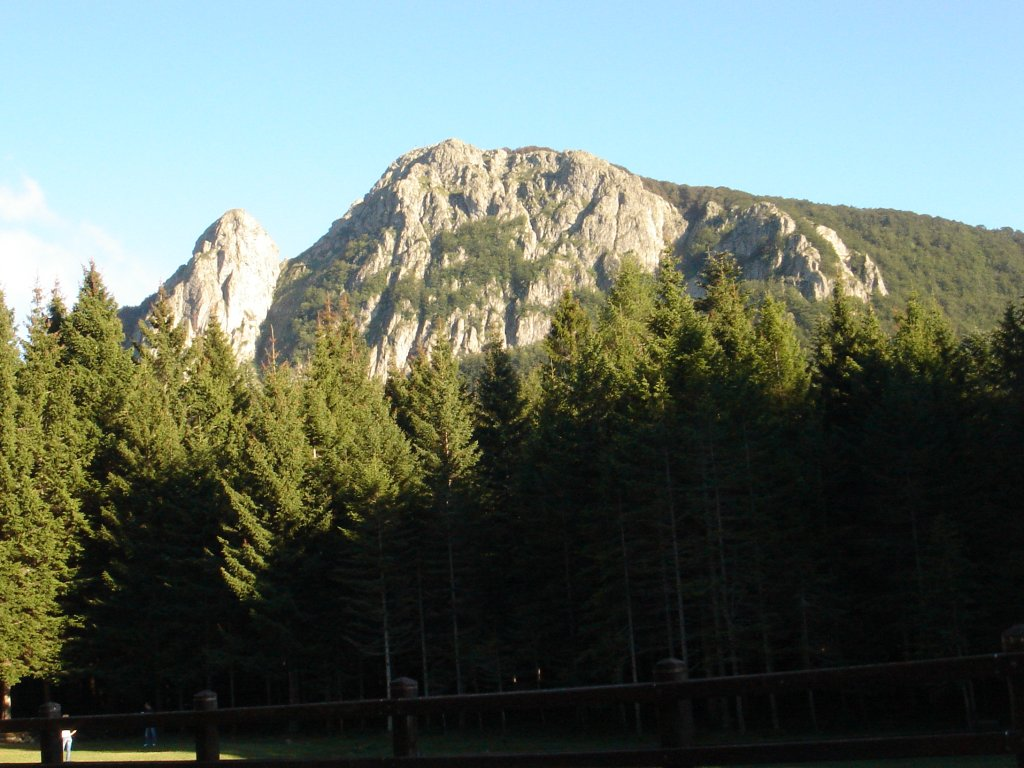
Blick auf den Monte Penna im Val d’Aveto

Circa 69 % der Landesfläche Liguriens sind bewaldet. Damit hat die Region im Verhältnis zu ihrer Ausdehnung die größte Waldfläche Italiens (der nationale Durchschnitt liegt bei etwa 21 %). Ligurien ist dadurch aber auch besonders anfällig für Waldbrände, die zu ungefähr 71 % durch Brandstiftung verursacht werden.
Die größten Waldflächen befinden sich im ligurischen Binnenland. Eine Besonderheit des Territoriums sind die weiten Buchenwälder, die sich an den regenreichen Bergseiten des Apennins entwickelt haben. Insbesondere im Val di Vara und am Monte Gottero wachsen große Buchenwälder. Die Gemeindewälder am Monte Penna und in den Agoraie, die zum Naturpark Aveto gehören, sind von Buchen und Weißtannen geprägt. Dieser Mischwaldtypus ist charakteristisch für die antiken Wälder des ligurischen Apennins.
Die alpinen Wälder des Alta Val Tanarello, in der Nähe von Imperia, bestehen in den niederen Höhenlagen aus Waldkiefern und Buchen. An den Hängen des Monte Saccarello befinden sich zahlreiche Lärchen.
Die ligurische Flora ist typisch für die mediterrane Vegetation. In den Gebirgszonen im Westen der Region kommen jedoch alpine Einflüsse hinzu, so dass die Pflanzenwelt dort denen der Pyrenäen und der Provence ähnelt. Zu den von Menschen angesiedelten Arten gehören der Olivenbaum, die Kastanie und die Pinie. An den dem Meer zugewandten Hängen befinden sich hauptsächlich Wein-, Oliven- und Obstkulturen. In den Küstenebenen werden gelegentlich Zitrusfrüchte, insbesondere Zitronen angebaut. Die Blumenriviera ist hingegen für ihre Zierpflanzenproduktion bekannt, die dort den wichtigsten Wirtschaftszweig darstellt.
Die die Küste dominierende Macchie besteht aus Ginster (Genista), dem Stechpalmen-Kreuzdorn (Rhamnus alaternus), dem Mastixstrauch (Pistacia lentiscus), der Myrte (Myrtus communis), dem Westlichen Erdbeerbaum (Arbutus unedo) und der Steineiche (Quercus ilex). Letztere besiedelte in der Vergangenheit weite Flächen Liguriens bis zu einer Höhe von 600–700 Metern.
Seltener und auf die wärmeren und trockeneren Gebiete beschränkt kommen Oleaster (Olea europaea subsp. sylvestris), Johannisbrotbaum (Ceratonia siliqua) und Baum-Wolfsmilch (Euphorbia dendroides) vor. Wild vorkommende Kräuter sind Thymian und Rosmarin. Außerdem wächst auf ligurischem Territorium der Echte Lorbeer (Laurus nobilis). In den kargen, windausgesetzten Zonen haben es zumeist niedrige, holzige Sträucher geschafft sich anzusiedeln. An der Küste und in der anschließenden Hügelzone wachsen Kiefern wie See-Kiefer (Pinus pinaster) und seltener Aleppo-Kiefer (Pinus halepensis).

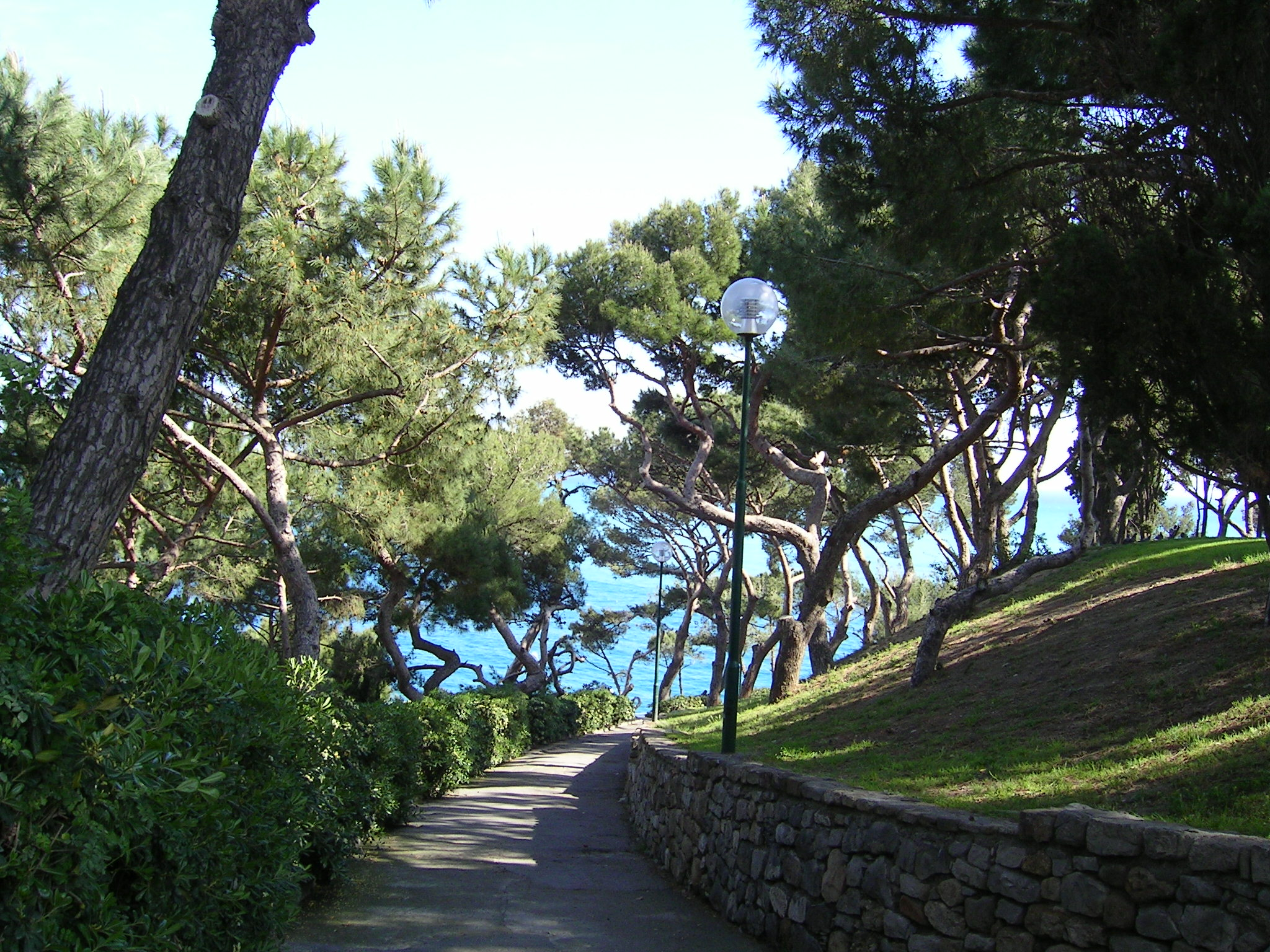
Der Kiefernhain del Capo bei Bordighera

In der Höhenlage zwischen mittlerer Hügelzone und Gebirge kommen weite Nadelwälder vor. Diese, zumeist aus Schwarzkiefer (Pinus nigra) und Gemeiner Fichte (Picea abies) bestehenden Wälder, sind menschlichen Ursprungs. Die Baumarten, die nicht Bestandteil der ursprünglichen ligurischen Flora sind, wurden von der Forstwirtschaft wegen ihrer einfachen Kultivierung und der guten Holzqualität eingeführt. Obwohl sie sich relativ weit verbreitet haben, weisen sie Anpassungsschwierigkeiten an das feuchte und wechselhafte Klima der Region auf.
Ein anderer Fall von künstlicher Verbreitung stellt die Seekiefer in den Hügelgebieten und die Lärche in den alpinen Zonen dar, die, obwohl sie zur ursprünglichen Vegetation Liguriens zählen, durch selektives Abholzen favorisiert und dadurch weitaus stärker verbreitet sind, als es ihre eigentlichen Klimaxbedingungen erlauben würden. Der optimale und ursprüngliche Vegetationsraum ist für die Seekiefer die submediterrane Hügelzone mit sauren Böden und die subalpinen Ebenen der Ligurischen Alpen mit Südlage für die Lärche. Diese Entwicklung hat zu einer großen Gefährdung vieler Waldökosysteme in den Bergregionen geführt.
In den Touristenlokalitäten entlang der Küste wurden im 20. Jahrhundert verschiedene Bäume zu dekorativen Zwecken gepflanzt. Besonders gilt dies für die zahlreichen Palmenarten, die aus Nordafrika und den subtropischen Zonen Nordamerikas, Ostasiens und Ozeaniens importiert wurden und heute die Palmenriviera zieren. Unter den Palmen, die heute zahlreiche Promenaden flankieren, kommen am häufigsten die Kanarische Dattelpalme (Phoenix canariensis) und die Echte Dattelpalme (Phoenix dactylifera) vor. Aus Asien stammen hingegen die Magnolien, die heute viele Gärten an der Küste verschönern.
Teilweise hat das Klima eingeführten Pflanzenarten einen Selektionsvorteil gegenüber der ursprünglichen Vegetation verschafft. Ein Beispiel hierfür stellen die Botanischen Gärten Hanbury bei Ventimiglia dar, die im 19. Jahrhundert von der gleichnamigen englischen Familie angelegt worden sind. In den Gärten wurden ursprünglich 5800 Pflanzenarten kultiviert, von denen heute noch circa 2000 vorhanden sind.

### Fauna

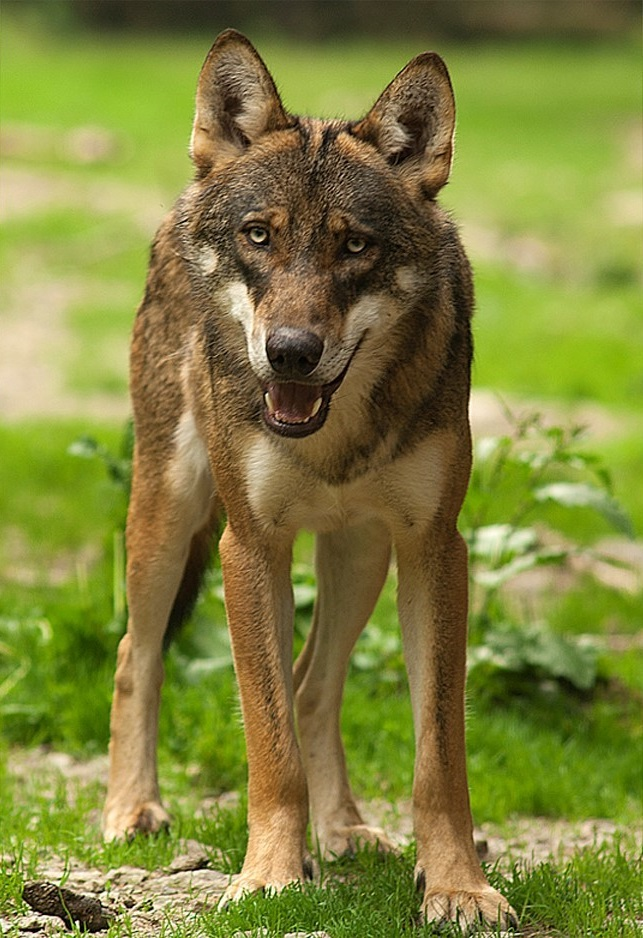
Italienischer Wolf (Canis lupus italicus)

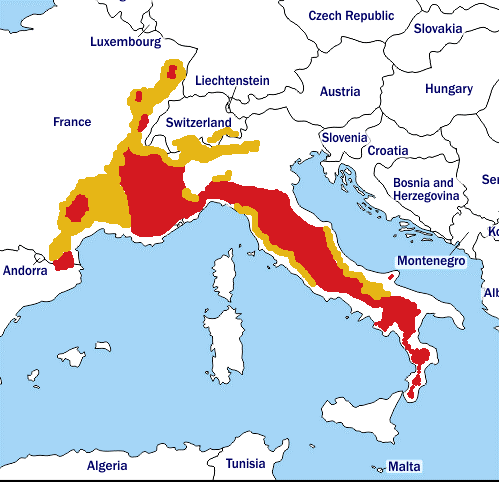
Verbreitungsgebiet des Italienischen Wolfes

Die Tierwelt ist in ihrem Gesamtbild typisch für den Mittelmeerraum und ist stark durch die Nähe zur französischen Provence und der Toskana geprägt. In Ligurien sind ebenfalls Tiere entfernterer Herkunft anzutreffen, wie beispielsweise aus Marokko, Sardinien oder Korsika. Dieses Phänomen spiegelt die historische Verbindung mit diesen Zonen wider.
Zu den auftretenden Tierarten zählt in der Riviera di Ponente die Europäische Eidechsennatter, welche in der Zone zwischen Imperia und Nizza vorkommt, und die größte europäische Eidechsenart, die Perleidechse. Im Hinterland von Ventimiglia hingegen gibt es eine konstante Population von Bankivahühnern und an den Steilhängen des Monte Toraggio leben einige Gämsen. Am Monte Saccarello zwischen Ligurien und Frankreich sind zudem Murmeltiere anzutreffen.
Zu den Besonderheiten der Vogelwelt zählen die Blaumerle, die Samtkopf-Grasmücke, die Weißbartgrasmücke, der Buntspecht, der Wendehals, der Kuckuck und der Steinrötel. Besonders häufig vorkommende Vögel sind die Amsel, der Buchfink, die Ammern und die Rotkehlchen.

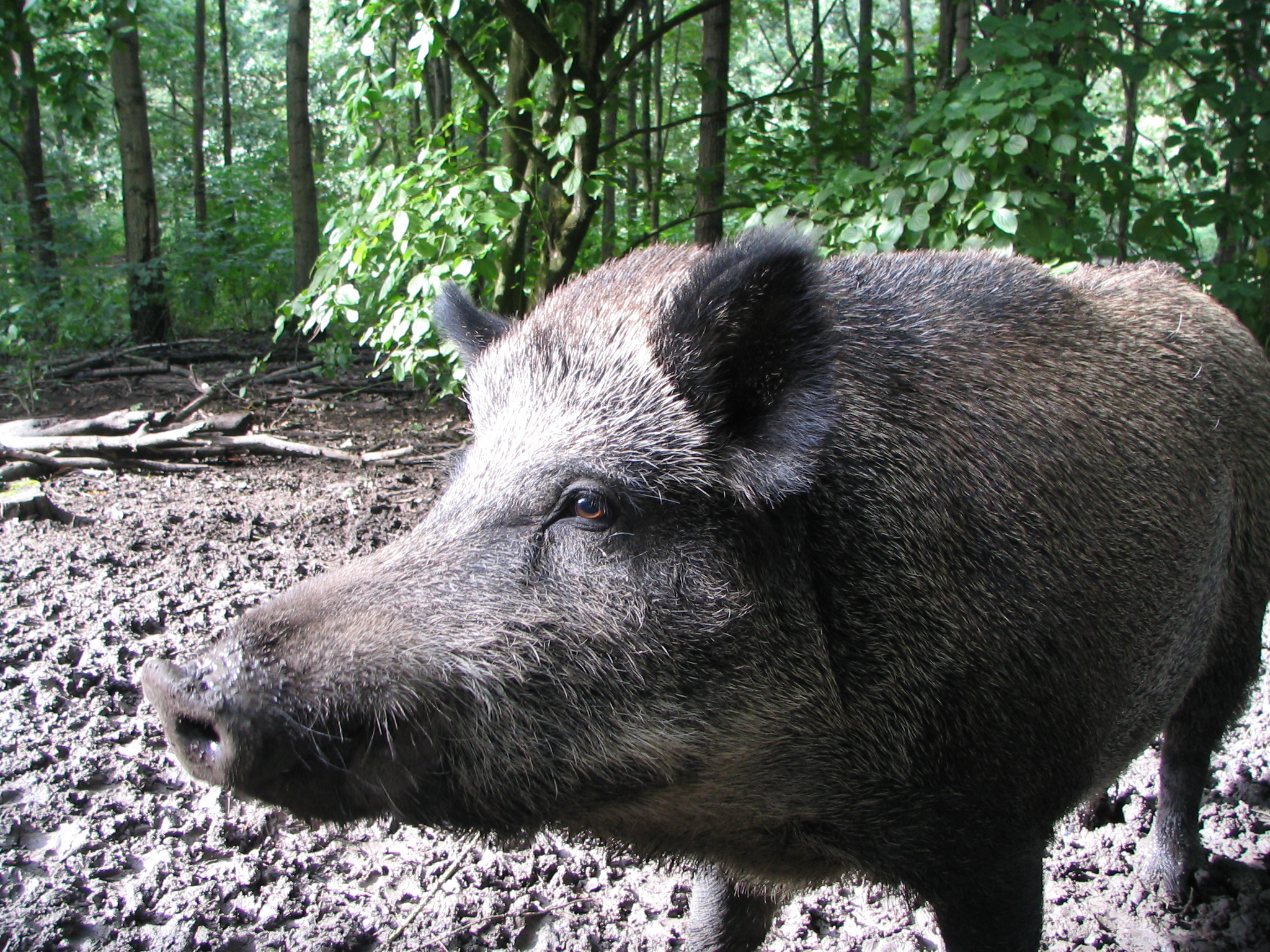
Ein Wildschwein (Sus scrofa)

Besonders verbreitet sind nacht- und tagaktive Greifvögel in der Region. Zu den nachtaktiven zählen die Zwergohreule, der Steinkauz, die Schleiereule, das Waldkauz, die Waldohreule und der Uhu. Tagsüber können Schlangenadler, Mäusebussarde, Turmfalken, Schwarzmilane und Wespenbussarde beobachtet werden. An den Felsen des ligurischen Levante wurde das Nisten einiger weniger Exemplare des Steinadlers und des Wanderfalkens dokumentiert. In den dichten Wäldern kommen hingegen Habichte und Sperber vor.
Unter den Reptilien sind die Gelbgrüne Zornnatter, die Girondische Glattnatter und mehrere Arten von Vipern verbreitet. Über einer Höhe von 1800 Metern löst der zu den Amphibien zählende Alpensalamander seinen Verwandten, den allgemein verbreiteten Feuersalamander ab. Diese leben bevorzugt in den Grotten des ligurischen Hinterlands.
In der Vergangenheit wurde Ligurien von zahlreichen Wolfsrudeln bevölkert. Heute leben hingegen nur noch einige wenige Wölfe in den abgelegenen Bergzonen der Region. Das Fehlen natürlicher Feinde hat hingegen die Wildschweinpopulation stark ansteigen lassen, so dass man sie mitunter in Plantagen und Gärten antrifft.

### National- und Regionale Naturparks
| Name                          | Provinz bzw. Metropolitanstadt         | Gemeinden | Fläche in Hektar |
| ----------------------------- | -------------------------------------- | --- | ---------------- |
| Naturpark Alpi Liguri         | Provinz Imperia                        | Triora, Pigna, Mendatica, Cosio di Arroscia, Rocchetta Nervina, Rezzo, Montegrosso Pian Latte                                    | 6041             |
| Naturpark Antola              | Metropolitanstadt Genua                | Busalla, Crocefieschi, Fascia, Gorreto, Montebruno, Propata, Ronco Scrivia, Rondanina, Savignone, Torriglia, Valbrevenna, Vobbia | 4837             |
| Naturpark Aveto               | Metropolitanstadt Genua                | Borzonasca, Mezzanego, Ne, Rezzoaglio, Santo Stefano d’Aveto                                                                     | 3018             |
| Naturpark Beigua              | Metropolitanstadt Genua Provinz Savona | Arenzano, Campo Ligure, Cogoleto, Genua, Masone, Rossiglione, Sassello, Stella, Tiglieto, Varazze                                | 8715             |
| Naturpark Bric Tana           | Provinz Savona                         | Millesimo | 170              |
| Nationalpark Cinque Terre     | Provinz La Spezia                      | La Spezia, Levanto, Monterosso al Mare, Riomaggiore, Vernazza                                                                    | 3859             |
| Naturpark Montemarcello-Magra | Provinz La Spezia                      | | 2726             |
| Naturpark Piana Crixia        | Provinz Savona                         | Piana Crixia | 794              |
| Naturpark Portofino           | Metropolitanstadt Genua                | Camogli, Portofino, Santa Margherita Ligure                                                                                      | 1056             |
| Naturpark Porto Venere        | Provinz La Spezia                      | Porto Venere | 279              |

### Naturreservate

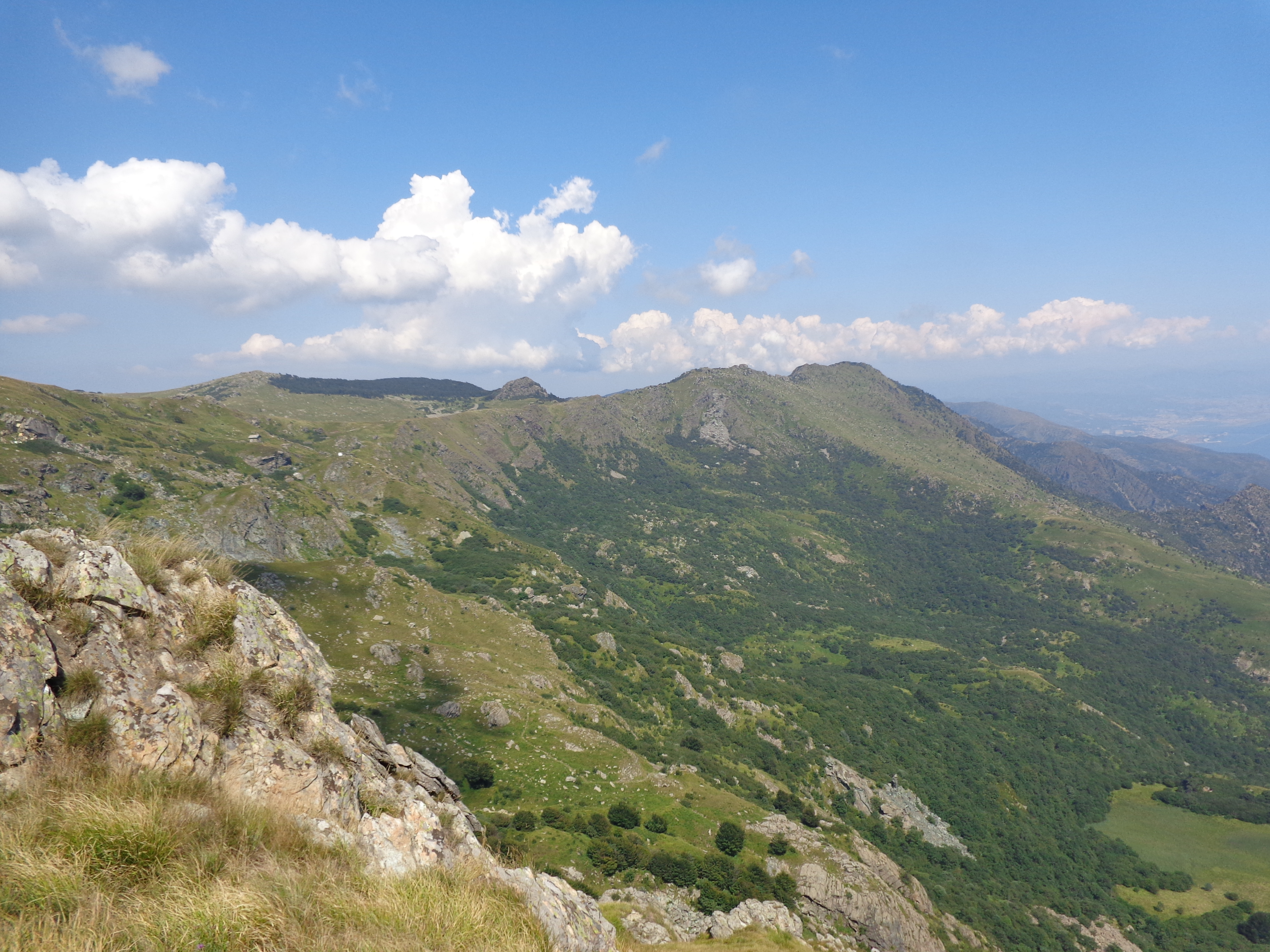
Parco del Beigua

Im westlichen Abschnitt der ligurischen Riviera, und hier vor allem in der Provinz Savona, befinden sich drei Naturreservate. Die Riserva di Bergeggi umfasst die acht Hektar große Insel Bergeggi mit ihrer gesamten Fläche. Die aus Kalkfelsen bestehende Insel ist von Mittelmeermacchie überzogen und dient einer Mittelmeermöwenkolonie als Nistplatz. Neben der Insel schließt das Schutzgebiet auch den Felsküstenabschnitt zwischen den Ortschaften Bergeggi und Spotorno, mit einer nur vom Meer aus zu erreichenden Grotte, ein. Auch die circa 11 Hektar große Insel Gallinara ist als Naturreservat ausgezeichnet, der Riserva dell’Isola Gallinara. Sie ist ebenfalls von Macchie bewachsen. Die Eintönigkeit der Vegetation wird jedoch von den Blüten zahlreicher Rosen (Rosa gallinariae) und der Centaura aploepa unterbrochen. Die Riserva di Rio Torsero hat eine Fläche von ungefähr vier Hektarn und birgt diverse Fossilien aus dem Pliozän. In den Felsen des Naturschutzgebietes wurden die Reste verschiedener Mollusken gefunden, die heute im Museum Peagna in Ceriale ausgestellt sind. Das Territorium des Reservats ist felsig und kalkhaltig und ist ebenfalls von Macchie bewachsen.
Im Levante Liguriens ist ein Naturreservat in der Metropolitanstadt Genua vorhanden. Die Riserva naturale statale Agoraie di Sopra e Moggetto befindet sich innerhalb des Naturparks Aveto auf einer Höhe von 1330 Metern. Sie ist 16 Hektar groß und von vier Seen dominiert, welche zu der Seengruppe der Agoraie di Sopra gehören. Die Vegetation besteht aus Buchen und Tannen, die von einem feucht-kühlen Klima profitieren. Im Reservat leben diverse Amphibienarten, wie beispielsweise der Nördliche Kammmolch (Triturus cristatus) und der Grasfrosch (Rana temporaria).

### Meeresschutzgebiete

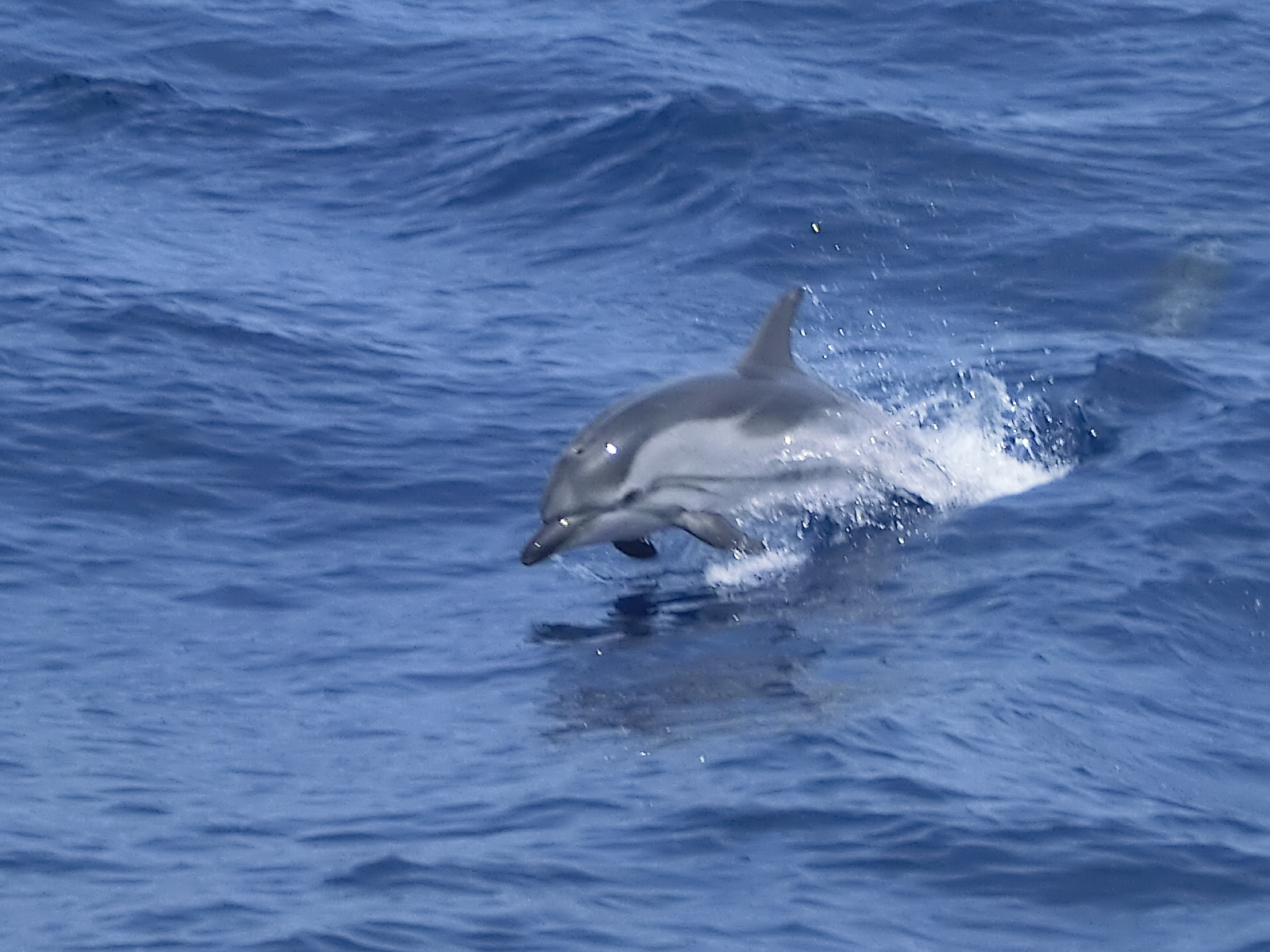
Streifendelfin im Ligurischen Meer

In Ligurien bestehen zwei Meeresschutzgebiete, zum einen in der Provinz La Spezia, zum anderen in der Metropolitanstadt Genua:
- Meeresschutzgebiet Cinque Terre: Es umfasst 4591 Hektar und wird vom Punta Mesco und Riomaggiore begrenzt. Der geschützte Küstenabschnitt ist in drei Schutzzonen unterteilt (A, B und C). Charakteristisch sind die überhängenden Felswände und der felsige Meeresboden, der immer wieder von sandbedeckten Zonen unterbrochen wird. In der Schutzzone leben verschiedene Kolonien von Gorgonien, Seeanemonen und Korallen. In den sandigen Meeresgrundabschnitten kommen Neptungräser (Posidonia oceanica) vor.
- Meeresschutzgebiet Portofino: Unter Schutz stehen 372 Hektar des Meeresabschnittes um die Halbinsel von Portofino und schließt sowohl Teile des Golfo Paradiso wie auch des Golfo del Tigullio ein. In der Meeresflora überwiegen Gorgonien, Edelkorallen und Schwämme, wie auf sandigem Grund auch die oben genannten Neptungräser.

Zudem gehört das Ligurische Meer zum Heiligtum der Wale.

## Wirtschaft

### Wirtschaftsdaten
Im Vergleich mit dem Bruttoinlandsprodukts (BIP) der EU ausgedrückt in Kaufkraftstandards erreicht Ligurien einen Index von 107 (EU-28: 100) (2015). Mit einem Wert von 0,896 erreicht Ligurien Platz 7 unter den 21 Regionen und autonomen Provinzen Italiens im Index der menschlichen Entwicklung. Im Jahr 2017 betrug die Arbeitslosenquote 9,5 % und war damit die höchste in Norditalien.
Die Wirtschaft Liguriens ist innerhalb der drei Hauptwirtschaftssektoren (Primär bis Tertiär) auf einige Produktionsbereiche spezialisiert, die wiederum stark voneinander abhängig sind. Im Primärsektor sticht vor allem die Produktion von zertifizierten, regionaltypischen landwirtschaftlichen Produkten hervor. Entlang der Küste wird Fischfang und im ligurischen Landesinneren Viehzucht betrieben.
Die Industrie ist schwerpunktmäßig in den Peripherien der großen Ballungszentren, wie den Provinzhauptstädten Imperia, Savona, Genua und La Spezia, angesiedelt. Maßgeblich für die Entwicklung der ligurischen Industrie waren und sind die Häfen von Genua, La Spezia und Savona. In diesem Kontext sind der Seehandel, der Schiffbau, aber auch der Tourismus zu nennen. Sekundär hierzu entwickelte sich im Rohstoffsektor die Stahl-, die Chemie-, die Petrochemie- und die Metallverarbeitungsindustrie.
In Folge ist die Entwicklung des Bruttoinlandsprodukts (italienisch: PIL) und des Bruttoinlandsprodukts pro Kopf (PIL procapite) dargestellt.
|                                          | 2000     | 2001     | 2002     | 2003     | 2004     | 2005     | 2006     |
| ---------------------------------------- | -------- | -------- | -------- | -------- | -------- | -------- | -------- |
| Bruttoinlandsprodukt (in Millionen Euro) | 33.669,8 | 35.534,7 | 36.053,6 | 37.218,6 | 38.644,1 | 39.913,5 | 41.004,5 |
| Bruttoinlandsprodukt pro Kopf (in Euro)  | 21.264,2 | 22.568,9 | 22.948,0 | 23.633,8 | 24.382,7 | 24.927,3 | 25.484,5 |

Nachstehend ist die Aufgliederung des in Ligurien produzierten BIPs nach Hauptwirtschaftszweigen in Millionen Euro aufgelistet. Als Bezug gelten die Marktpreise von 2006.
| Hauptwirtschaftszweig                                                                                   | Bruttoinlandsprodukt | Prozentualer Anteil am regionalen BIP | Prozentualer Anteil am nationalen BIP |
| Landwirtschaft, Forstwirtschaft, Fischfang                                                              | 611,9 €              | 1,49 %                                | 1,84 %                                |
| Industrie im engeren Sinn                                                                               | 4.030,7 €            | 9,83 %                                | 18,30 %                               |
| Bauwirtschaft                                                                                           | 2.261,8 €            | 5,52 %                                | 5,41 %                                |
| Handel, Restaurierungs- und Reparaturgewerbe, Hotelgewerbe und Gastronomie, Transport und Kommunikation | 10.285,0 €           | 25,08 %                               | 20,54 %                               |
| Finanzdienstleistung, Immobilienhandel und Unternehmensberatung                                         | 10.898,9 €           | 26,58 %                               | 24,17 %                               |
| Andere Dienstleistungsgewerbearten                                                                      | 8.512,1 €            | 20,76 %                               | 18,97 %                               |
| Mehrwertsteuer (IVA), indirekte Produktsteuern und Importsteuern                                        | 4.404,2 €            | 10,74 %                               | 10,76 %                               |
| BIP Italiens zum Marktpreis                                                                             | 41.004,5 €           |                                       |                                       |

Der Vergleich der regionalen mit den nationalen Wirtschaftsdaten zeigt, dass die Wirtschaft Liguriens sich in einer post-industriellen Phase befindet, wobei der Industrieanteil an der Gesamtwirtschaft Liguriens prozentual nur die Hälfte des italienischen Anteils beträgt. In den vergangenen Jahrzehnten hat sich der Wirtschaftsschwerpunkt in die Bereiche Dienstleistungen, Handel und Tourismus verlagert.

### Landwirtschaft

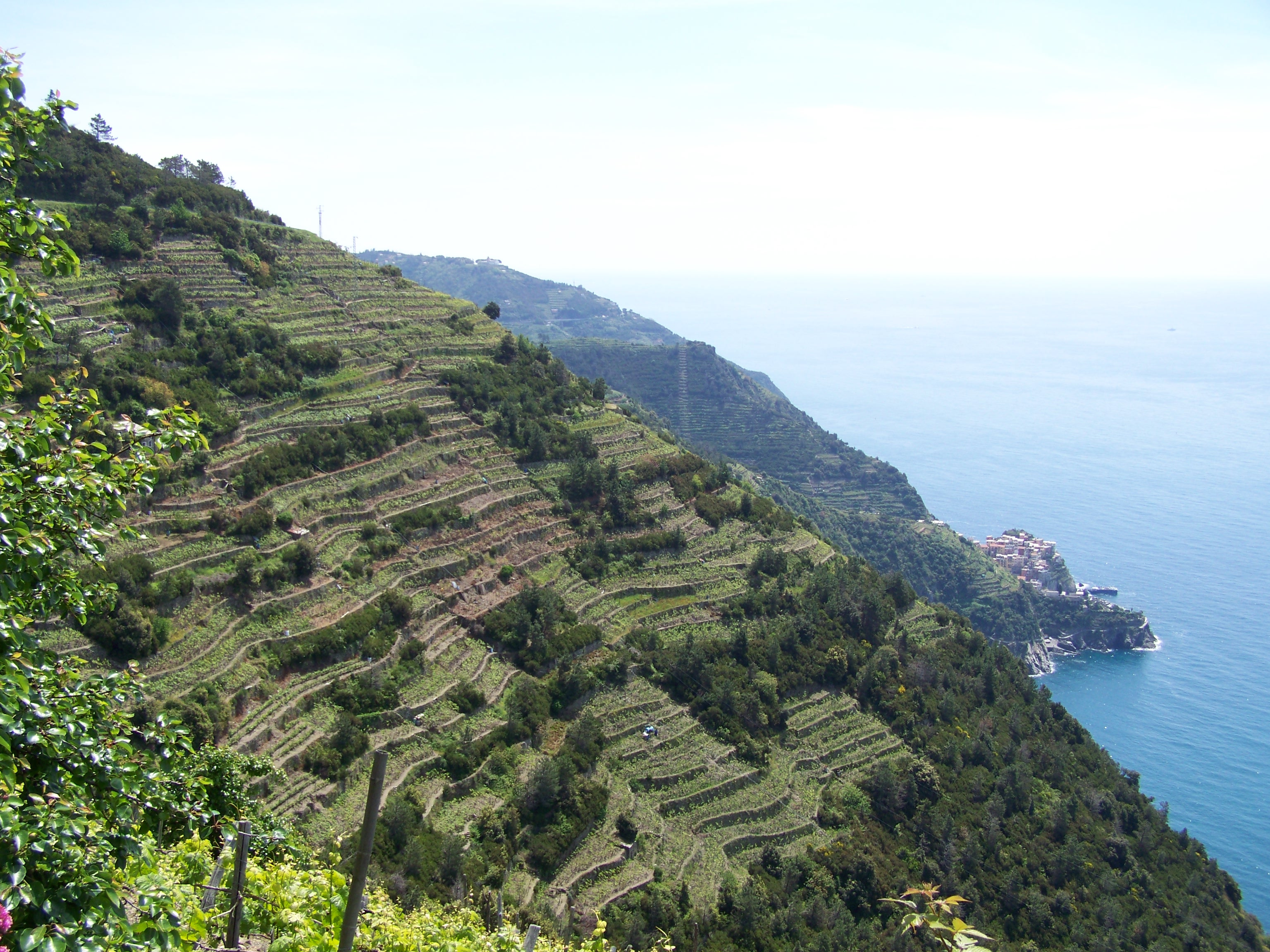
Terrassierte Weingärten bei Manarola (Cinque Terre)

Die Landwirtschaft Liguriens ist stark von der Morphologie des Territoriums geprägt, das mit seinen schmalen Küstenstreifen und dem gebirgigen Hinterland nur wenig Raum zum Bewirtschaften bietet. Ein charakteristisches Bild liefern die Cinque Terre, wo mit Hilfe von Trockenmauern zahlreiche Terrassen angelegt wurden, die dem Pflanzenbau dienen.
In erster Linie werden in Ligurien Früchte, Oliven und Zierpflanzen kultiviert. Vor allem in der Riviera di Ponente findet ungefähr die Hälfte der italienischen Blumenproduktion statt. Deswegen trägt die Autobahn A10 auch den Namen „Autobahn der Blumen“.
Die Landwirtschaft besteht zum einen aus dem traditionellen Obst- und Gemüsebau, zum anderen aus Olivenkulturen (konzentriert um Leivi, Lavagna und Sestri Levante), Obstplantagen (Zitrone, Pfirsich und Aprikose) und Weinbau (Moscato Bianco, Ciliegiolo, Bianchetta Genovese und Vermentino). Der Großteil der Weinberge befindet sich im Umland von La Spezia, wo die roten Rebsorten Sangiovese, Ciliegiolo und Canaiolo, sowie die Weißweinsorten Bosco, Albarola, Trebbiano und Vermentino angebaut werden.
Eine Besonderheit stellt aus landwirtschaftlicher Sicht das Val di Vara dar. Hier ist der Biologische Anbau so stark ausgeprägt, dass das Tal den Beinamen „Valle del Biologico“ erhielt. Seine Hauptlandwirtschaftszweige sind die Viehzucht, die Milchwirtschaft und die Rindfleischproduktion.

### Tourismus

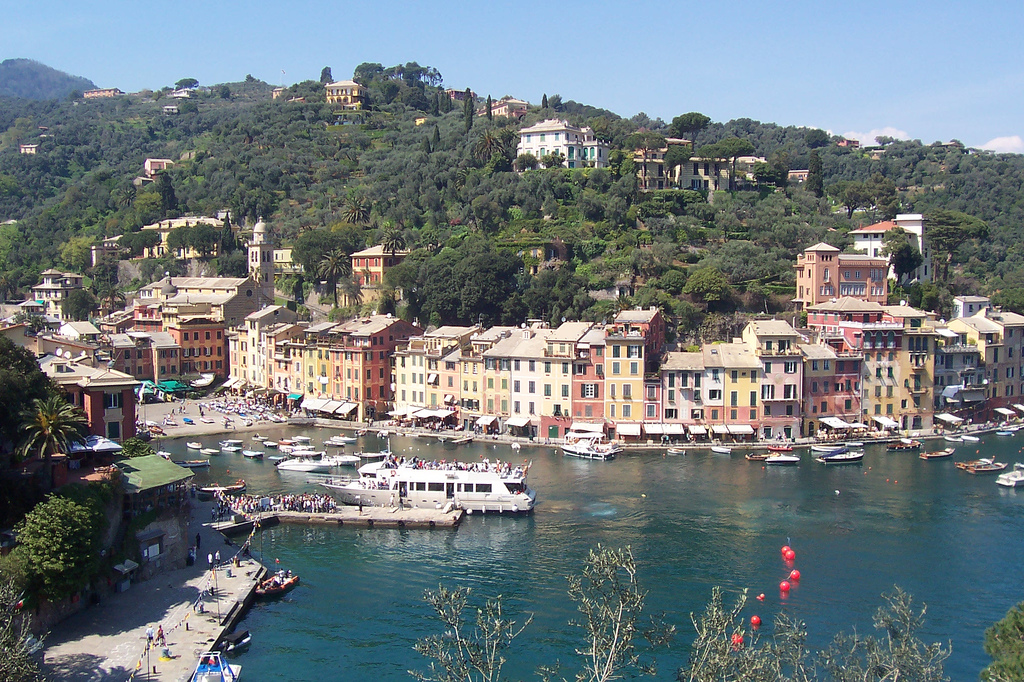
Die Bucht von Portofino

Der Tourismus stellt für Ligurien eine wichtige Einnahmequelle dar. Das milde Klima, die renommierten Ortschaften wie beispielsweise Portofino, die Cinque Terre oder Porto Venere und die Diversität der Freizeitangebote ziehen Touristen aus dem Inland wie auch dem Ausland an.
Der Schwerpunkt liegt in den Sommermonaten auf dem Strand- und Badeurlaub. Daneben spielen jedoch auch saisonunabhängig der Angeltourismus und Agrotourismus eine Rolle. Kulturell findet in Ligurien eine Vielzahl von Ausstellungen, Kongressen, Festivals und Festen statt. Außerdem können die zahlreichen mittelalterlichen Festungen und historisch bedeutenden Orte besichtigt werden.
Der Massentourismus hat allerdings auch zu beträchtlichen Umweltproblemen geführt. So wurden lange Küstenabschnitte zementiert, ein Phänomen, was die Ligurer als Rapallizzazione, nach dem traditionellen Touristenziel Rapallo, benannt haben. Der geomorphologisch bereits stark begrenzte Freiraum wurde durch die ausgedehnten Bade- und Freizeitbauten weiter vermindert; dies verhindert einen Ausbau der Häfen. Die niedrige Bevölkerungszahl erschwert zudem den wirtschaftlichen Aufschwung. Obwohl die Region über einen größeren reichen Bevölkerungsanteil verfügt, geht der Region und dem italienischen Staat ein Großteil des Kapitals durch Steuerflucht in das nahegelegene Monaco verloren.

## Verkehr

### Straßen und Autobahnen

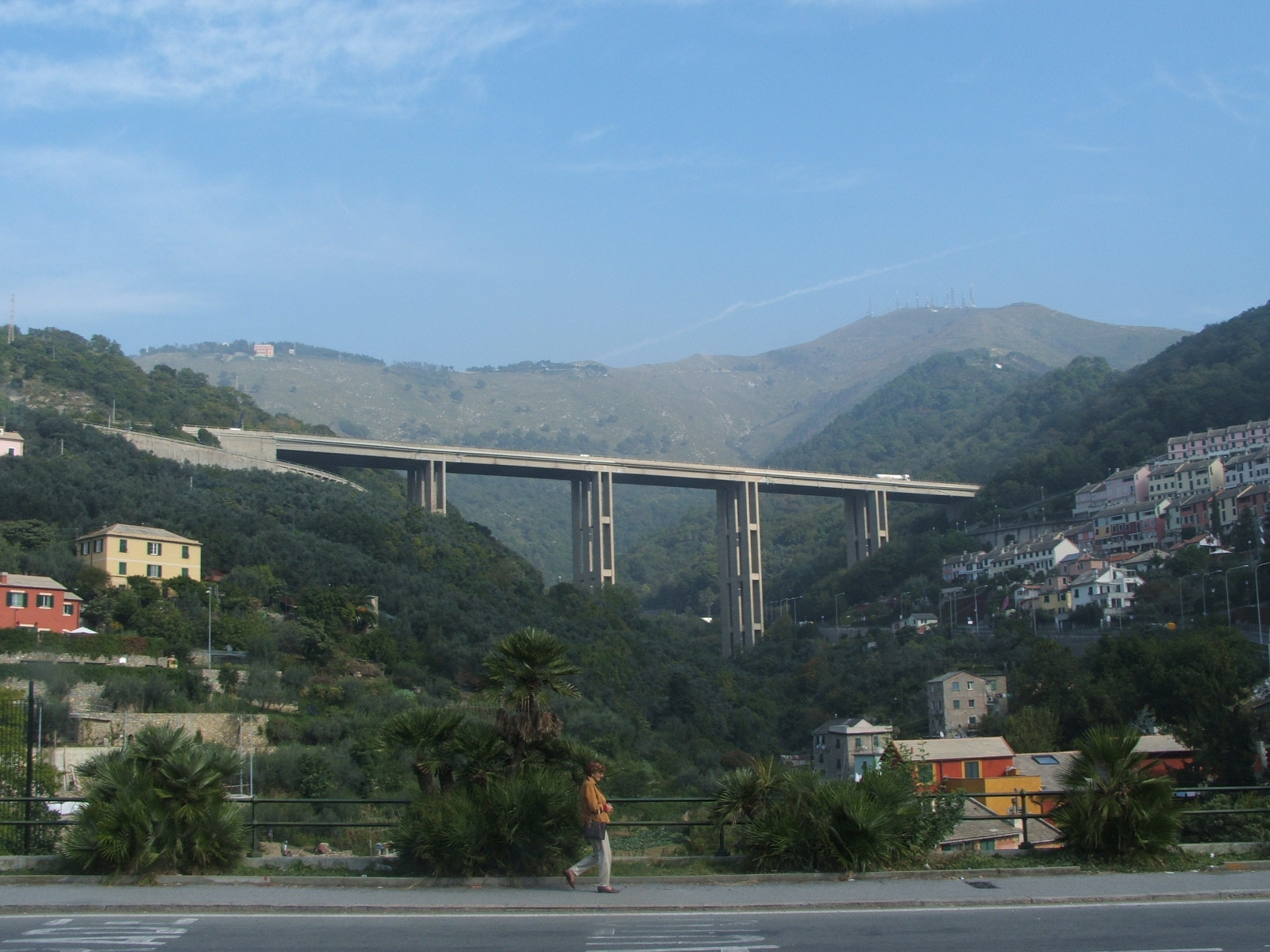
Eine Autobahnbrücke der A12 bei Nervi (Genua)

Die Autobahnen, die die Region durchqueren, beziehungsweise sie an die angrenzenden Staaten und Regionen anbinden sind die Folgenden:
- Autobahn A6: Auch als VerdeMare oder im Volksmund wegen der hohen Unfallrate im kurvenreichen Abschnitt zwischen Ceva und Savona die Autobahn des Todes genannt. Sie verbindet Savona mit Turin.
- Autobahn A7: Sie verbindet Mailand mit Genua.
- Autobahn A10: Auch Autobahn der Blumen genannt. Sie durchquert die gesamte Riviera di Ponente und verbindet Genua mit Ventimiglia.
- Autobahn A12: Auch Autostrada Azzurra genannt. Sie verläuft entlang des Tyrrhenischen Meeres und verbindet Genua mit Livorno.
- Autobahn A15: Auch als Autocamionale della Cisa bekannt. Sie verbindet La Spezia mit Parma, indem sie das Valle del Taro, Lunigiana und das Val di Magra durchquert.
- Autobahn A26: Auch die Tunnelautobahn genannt. Sie verläuft von Genua, im Stadtteil Voltri, über die Apenninen (Passübergang beim Passo del Turchino), an Ovada vorbei und mündet schließlich in der Nähe von Alessandria in die A21.

### Bahnverbindungen

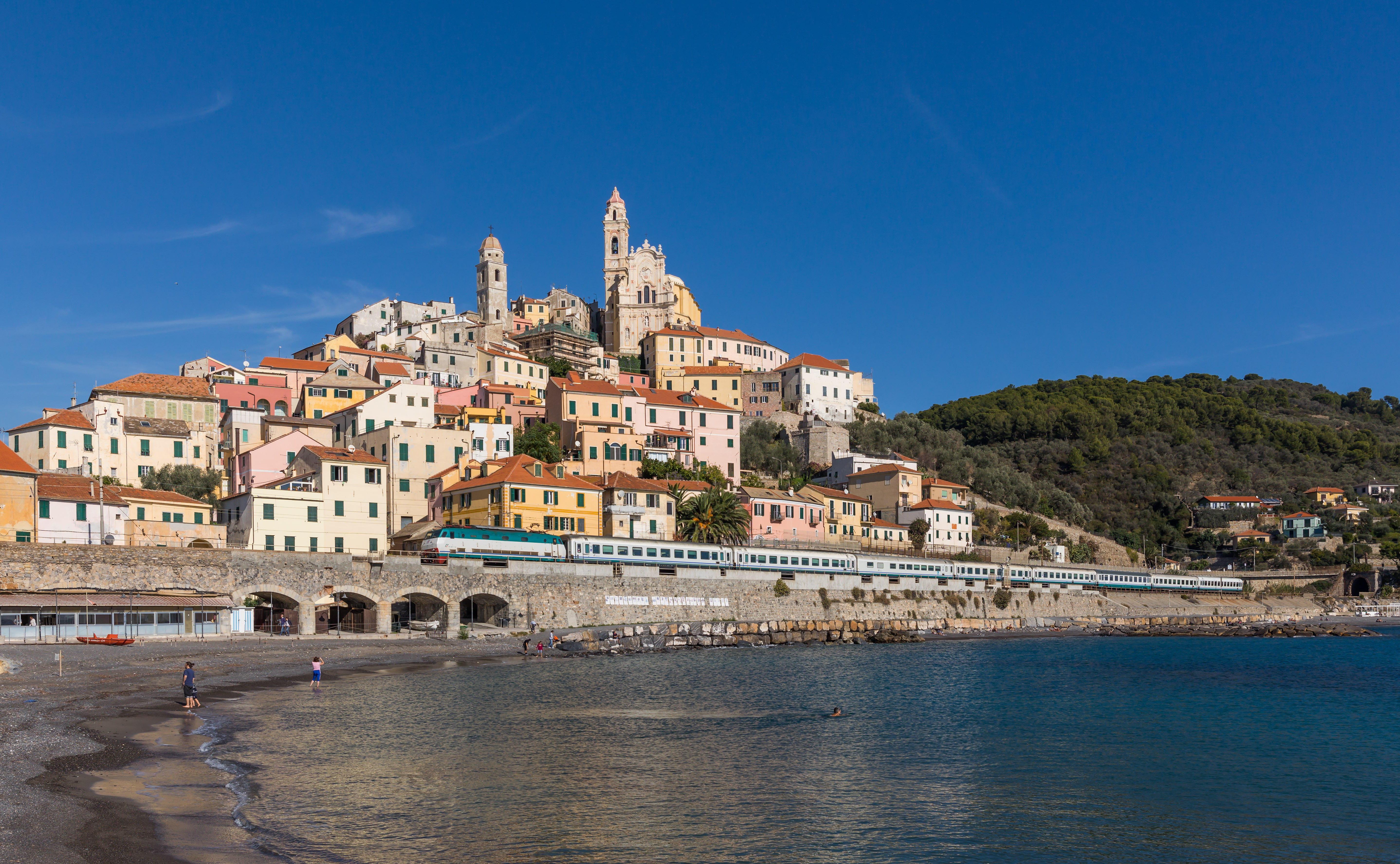
Zug der Trenitalia passiert Cervo

Das Schienennetz ist stark durch die Morphologie der Region geprägt. Die Unwegsamkeit des ligurischen Hinterlands hat zur Konzentration nahezu des gesamten Bahnverkehrs entlang der Küste geführt. Ausnahmen bilden einige überregionale Verbindungen. Die Bahnlinien Liguriens sind:
- Bahnstrecke Genua–Ventimiglia: verläuft, teilweise einspurig, entlang der Küste der Riviera di Ponente und verbindet die Regionalhauptstadt mit Savona, Imperia und Ventimiglia; daneben bestehen internationale Anschlussmöglichkeiten nach Frankreich
- Bahnstrecke Genua–La Spezia: verläuft entlang der Küste der Riviera di Levante und schließt an toskanische Bahnlinien an
- Bahnstrecke Genua–Ovada–Acqui Terme
- Bahnstrecke Genua–Mailand
- Bahnstrecke Turin–Genua
- Bahnstrecke Savona–Turin
- Bahnstrecke Savona–Acqui Terme
- Bahnstrecke Pontremolese: schließt Parma, auf der Höhe von La Spezia, an das thyrrenische Schienennetz an
- Bahnstrecke Cuneo–Limone–Ventimiglia (auch Tendabahn): verläuft teils auf französischem Territorium
- Bahnstrecke Genua–Casella: eine Schmalspurbahn nach Casella

### Flughäfen

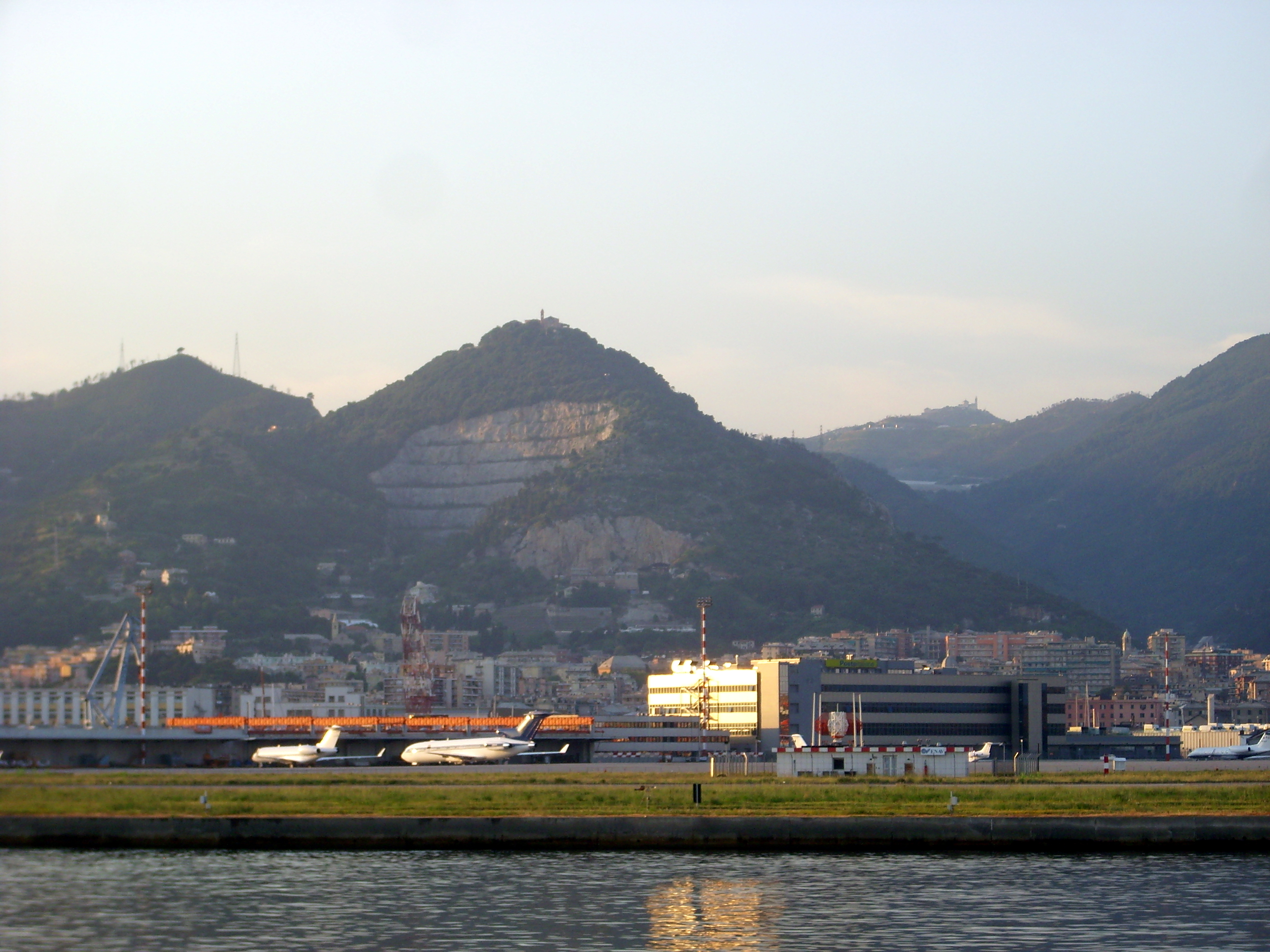
Der Flughafen Genua vom Meer aus gesehen

Hauptflughafen der Region ist der internationale Flughafen Cristoforo Colombo bei Sestri Ponente. Dieser befindet sich ungefähr neun Kilometer westlich vom genuesischen Stadtzentrum, mit dem er über die A10 verbunden ist. Der Flughafen, der auf einer aufgeschütteten Halbinsel im Golf von Genua liegt, wurde 1962 eingeweiht. Er verfügt über eine 3065 Meter lange Piste und ein Flughafengebäude, das erst 1986 fertiggestellt wurde.
Gelegentlich wird er von den großen Flughäfen Norditaliens als Ausweichobjekt genutzt, wenn diese wegen Nebels geschlossen sind. Der genuesische Flughafen ist von großer Bedeutung für den Hafen von Genua, wie auch für die Industrie und die Messe der Stadt.
Kleinere Flughäfen befinden sich bei Albenga (Internationaler Flughafen Clemente Panero) und bei Luni (Flughafen Bartolomeo Arrigoni). Letzterer dient hauptsächlich als Stützpunkt der Italienischen Marine.

## Kultur

### Sprache

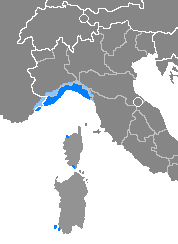
Ligurische Sprache (Romanisch)

Amts- und Verkehrssprache ist Italienisch.
Die Regionalsprache Ligurisch gehört zu den galloitalischen Varietäten und wird in der Region selbst, aber auch in den angrenzenden Zonen des Piemont und der Emilia-Romagna, auf den zur Region Sardinien gehörenden Inseln San Pietro und Sant’Antioco sowie in den Gemeinden Bonifacio und Calvi auf Korsika gesprochen. Obwohl die Sprache im Laufe der Zeit immer weniger gesprochen wird, hat sie in den letzten Jahrzehnten eine gewisse Wiederbelebung erfahren. Diese hat ihren Ausgangspunkt in der Wiederentdeckung des Ligurischen in Literatur und vor allem in der Musik. Bekannte Vertreter dieses Trends sind beispielsweise Gilberto Govi, die Musikgruppe Buio Pesto und Fabrizio de André.
Kurioserweise existiert der Begriff Ligurisch oder Ligurien nicht in der ligurischen Sprache, was auf die Dominanz der Republik Genua zurückzuführen ist. So sprach man, auch in den von der Hauptstadt weit entfernten Orten, von der Genuesischen Sprache.

### Küche

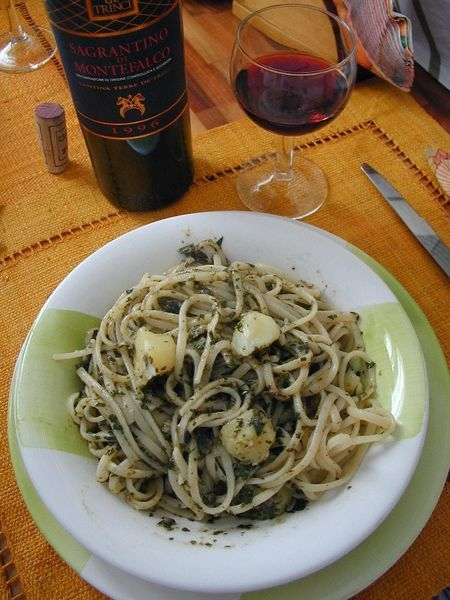
Trenette al pesto

Die ligurische Küche ist typisch für die Mittelmeerküche, die Produkte aus Fischfang mit den Erzeugnissen der Landwirtschaft vereint. Die Gerichte zeichnen sich durch ihre Einfachheit aus und werden mit zahlreichen Kräutern, wie zum Beispiel Rosmarin und Thymian gewürzt. Letztere wachsen wild auf dem gesamten Territorium und sind typische Vertreter der mediterranen Macchie.
Das bekannteste regionale Produkt ist das Olivenöl, das die Basis der meisten Gerichte der ligurischen Gastronomie bildet. Zu den wichtigsten regionaltypischen Gerichten zählen neben den verschiedenen Fischspeisen die Focaccia, das Pesto, die Farinata und die Trofie. Unter den Süßspeisen sticht das Pandolce hervor.

## Persönlichkeiten
Folgende bekannte Persönlichkeiten haben ihren Geburtsort in der Region Ligurien: die Schauspieler Paolo Villaggio, Vittorio Gassman und Giancarlo Giannini, der Regisseur Pietro Germi, die Musiker Niccolò Paganini und Luciano Berio, die Liedermacher Fabrizio de André, Max Manfredi und Umberto Bindi, der Wissenschaftler Giulio Natta, die Schriftsteller Edmondo De Amicis, Eugenio Montale, Edoardo Sanguineti, der Kritiker Carlo Bo, die Politiker Palmiro Togliatti, Alessandro Natta, Sandro Pertini und Martin Hagen, der Architekt Renzo Piano und der Tennisspieler Fabio Fognini.
Von historischer Bedeutung sind die Ligurer Christoph Kolumbus, Giuseppe Garibaldi, Goffredo Mameli, Giuseppe Mazzini, Andrea Doria und Giovanni Domenico Cassini.

## Sport

### Wasser- und Basketball
Neben dem Fußball ist in Ligurien der Wasserball sehr beliebt. In diesem Bereich sind von Bedeutung die Mannschaften Pro Recco, Rari Nantes Savona, Rari Nantes Camogli, Rari Nantes Bogliasco und Rari Nantes Sori.
Im Basketball ist der Basket Spezia Club erfolgreich. Die Damenmannschaft spielt in der Serie A1.

### Fußball
Im professionellen Fußball sind die zwei genuesischen Fußballclubs Genoa und Sampdoria von nationaler Bedeutung. Beide spielen größtenteils in der Serie A und veranstalten den legendären Derby della Lanterna. Aktuell spielt zudem La Spezia Calcio in der Seria A.
Zahlreiche weitere Fußballmannschaften spielen in der „Dilettantenklasse“ (Amateurliga). In der Serie D spielen die Unione Sportiva Dilettantistica Lavagnese 1919 (Lavagna), die Associazione Sportiva Dilettantistica Sarzanese Calcio 1906 (Sarzana), die Associazione Sportiva Dilettantistica Savona 1907 Foot-Ball Club (Savona), die Fratellanza Sportiva Sestrese Calcio 1919 (Sestri Ponente), die Unione Sportiva Sestri Levante (Sestri Levante), die Associazione Sportiva Dilettantistica Spezia Calcio 2008 (La Spezia) und die Associazione Calcio Dilettantistica Virtus Entella (Chiavari).

## Galerie

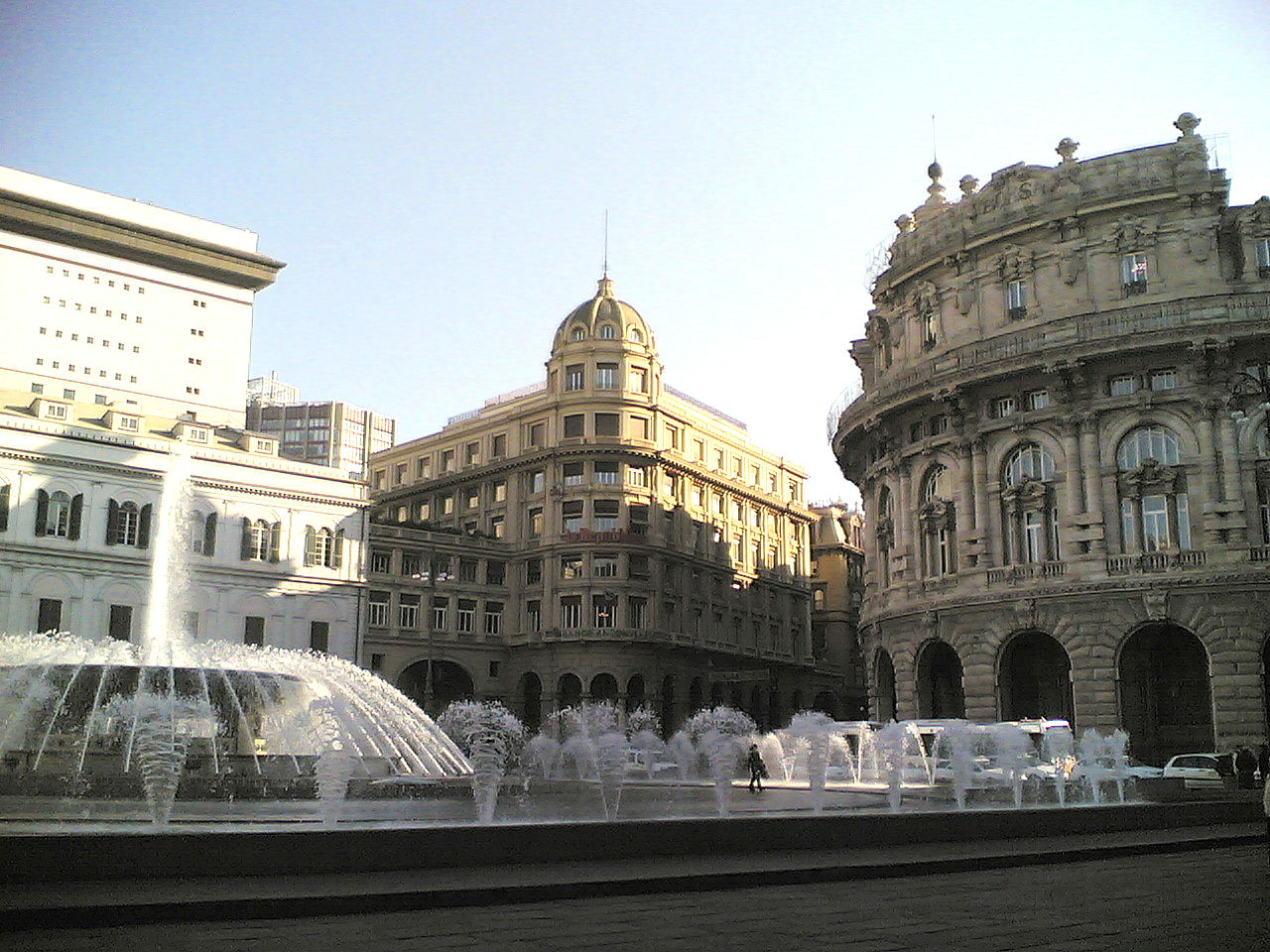
Piazza de Ferrari im Zentrum Genuas
Sicht auf Framura (nahe La Spezia)
Ligurische Küste, von Deiva Marina/Framura aus gesehen.
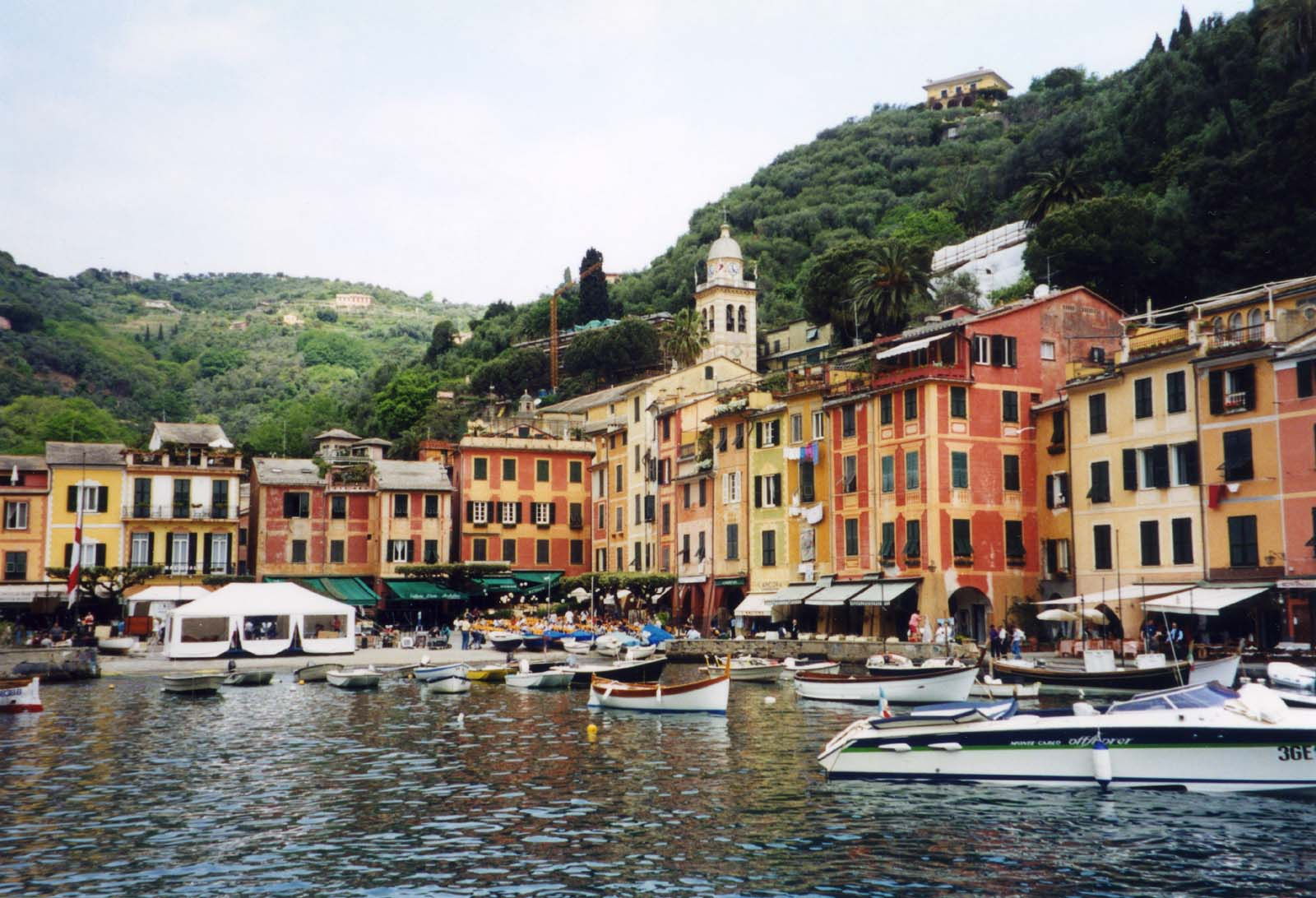
Portofino
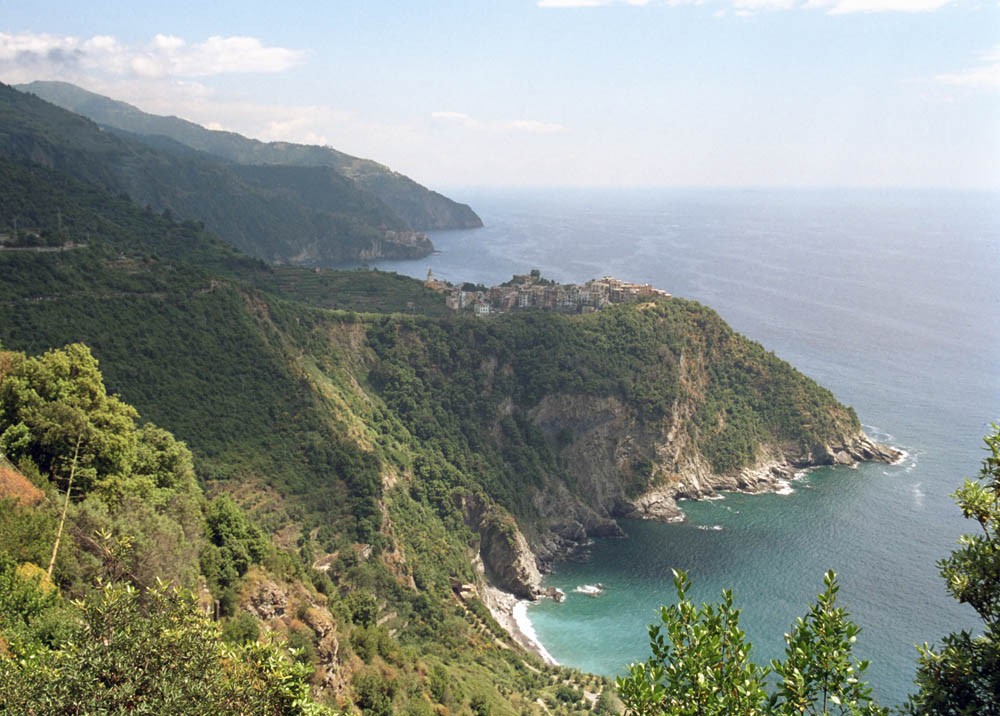
Küste von Corniglia in den "Cinque Terre"
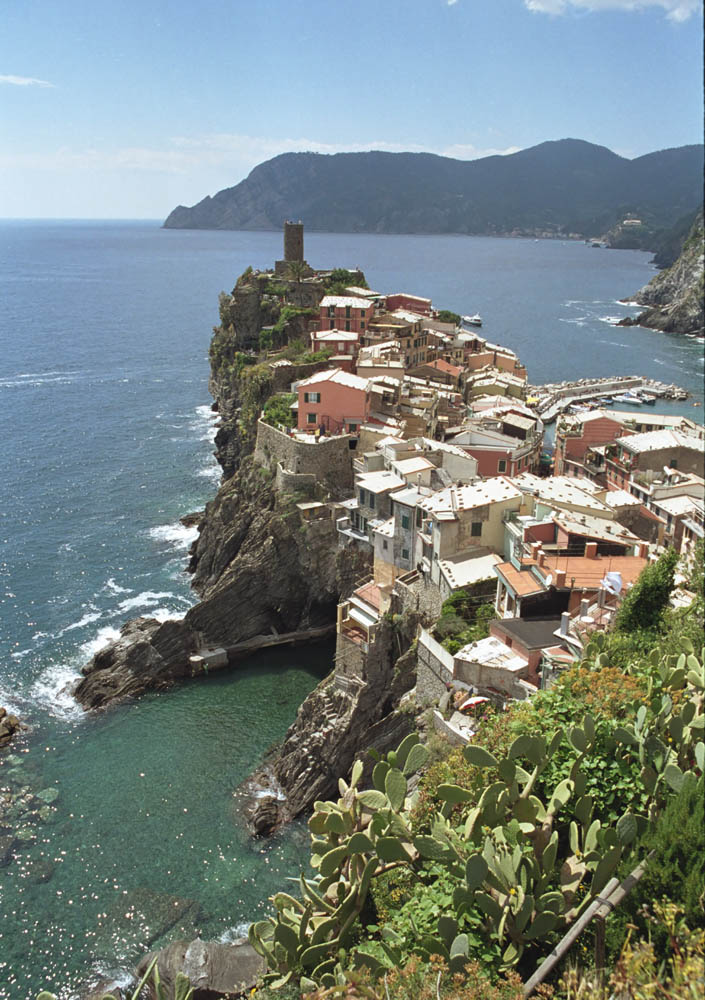
Der Ort Vernazza in den "Cinque Terre"
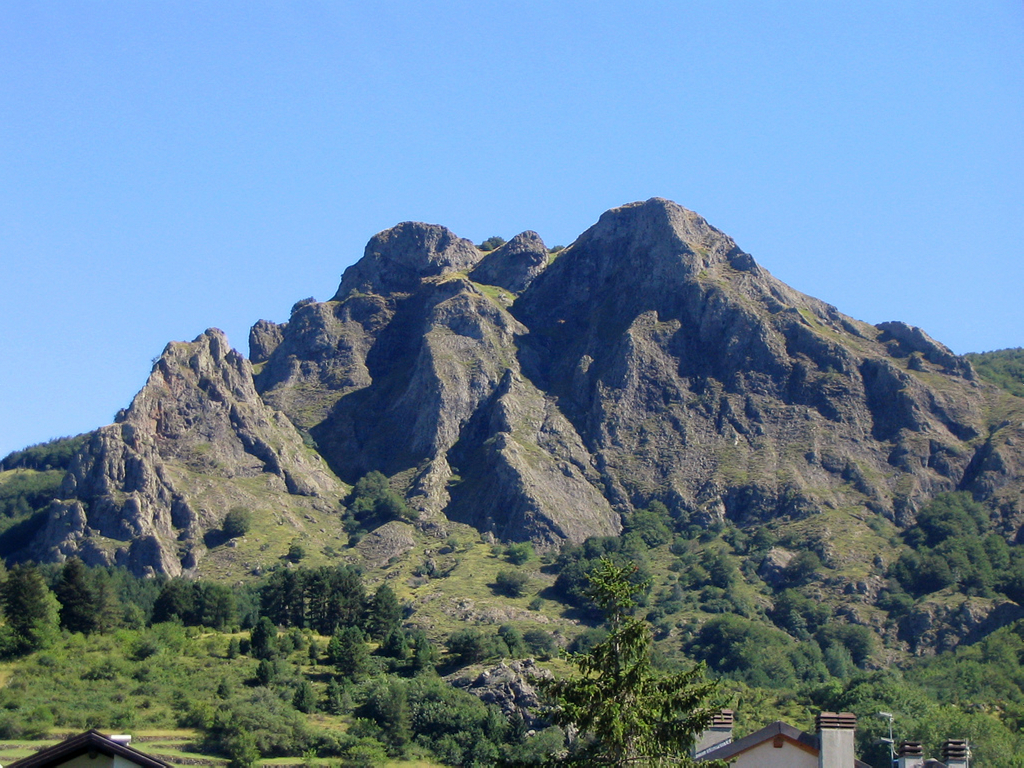
Groppo Rosso bei Santo Stefano d’Aveto
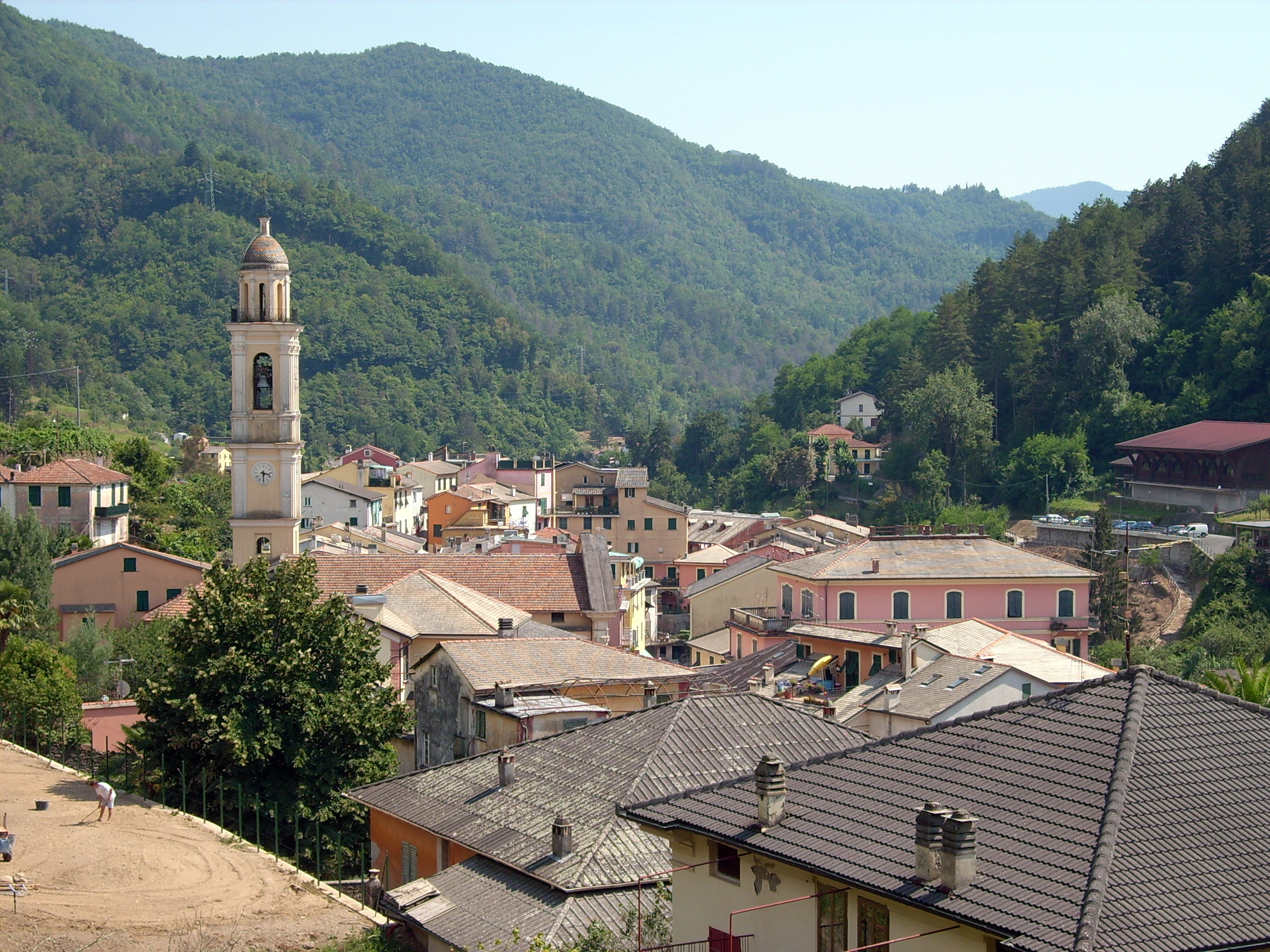
Borzonasca
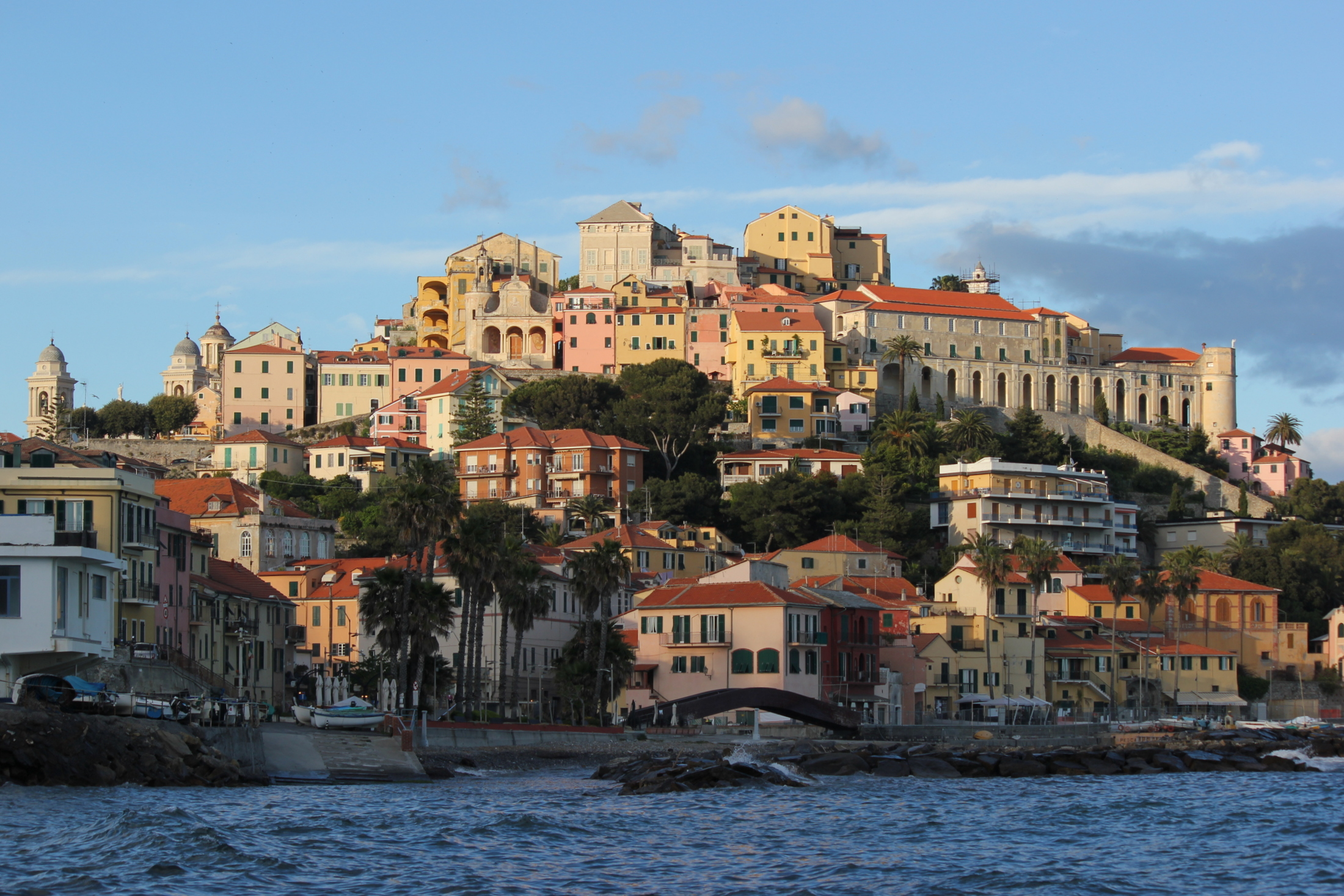
Porto Maurizio in Imperia an der Riviera di Ponente

### Archäologie
- Henry de Lumley, Marie-Antoinette de Lumley: Les premiers peuplements de la Côte d’Azur et de la Ligurie. 1 million d’années sur les rivages de la Méditerranée, Bd. 1, Melis Editions, Colomars 2011.

### Geschichte
- Alessandra Frondoni: La cristianizzazione in Liguria tra costa ed entroterra: alcuni esempi (V-IX secolo), in: Rosa Maria Bonacasa Carra, Emma Vitale (Hrsg.): La cristianizzazione in Italia tra tardoantico e altomedioevo. Atti del IX congresso nazionale di archeologia cristiana, Agrigento, 20-25 novembre 2004, Palermo 2007, S. 745–778.
- Piera Melli (Hrsg.): Genova dalle origini all’anno mille, Genua 2014.
- Piera Melli: Genaua. Kainua. Genua. Ianua. Genova Le molte vite di una città portuale dal Neolitico al VII d.C., Oltre Edizioni, Sestri Levante 2017.
- Henrike Haug: Annales Ianuenses. Orte und Medien des historischen Gedächtnisses im mittelalterlichen Genua, V&R unipress, Göttingen 2015.
- Alessandro Carabia: Space, population, and economy in a frontier region: Liguria in the context of the western byzantine provinces (500–700 CE), thesis, University of Birmingham 2022. (online, PDF)
- Neil J. Christie: Byzantine Liguria: An Imperial Province against the Longobards, A.D. 568-643, in: Papers of the British School at Rome 58 (1990) 229–271.
- Ross Balzaretti: Dark Age Liguria. Regional Identity and Local Power c. 400-1020, Bloomsbury, London 2013.
- Silvia Orvietani Busch: Luni in the Middle Ages: The agony and disappearance of a city, Journal of Medieval History 17 (1991) 283-296.
- Eugenio Susi: Santi, porti e reliquie: agiografia e culto lungo la costa tirrenica nell’alto Medioevo, Spoleto 2016.
- Paolo Tedesco: La Liguria tardoantica e altomedievale: una nota di storia economica, in: Rivista Storica Italiana, 129, 3 (2017) 1094–1105. (academia.edu)